# Transports Vallée de Joux, Yverdon-les-Bains, Sainte-Croix
Les Transports Vallée de Joux, Yverdon-les-Bains, Sainte-Croix, appelés communément TRAVYS, est une entreprise de transport Suisse desservant le nord du canton de Vaud. Le siège social est situé à Yverdon-les-Bains au-dessus du dépôt de la ligne Yverdon - Sainte-Croix et du dépôt bus.

## Histoire

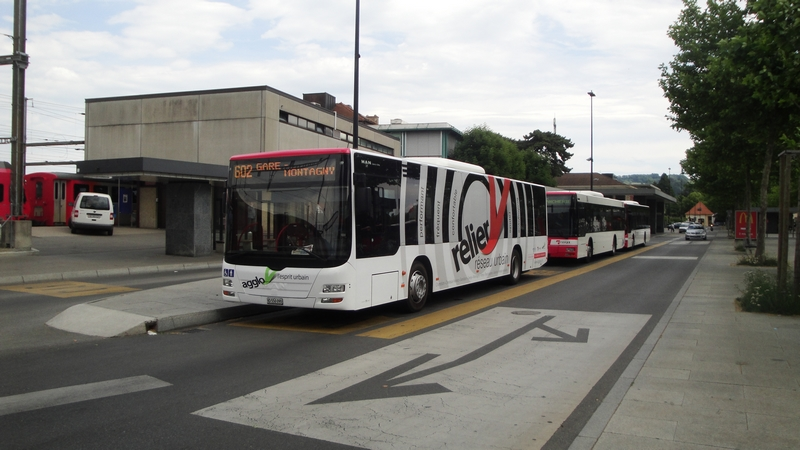
Bus en attente de départ à la gare d'Yverdon-les-Bains sur la ligne 602 en direction de Montagny Village.

La société est fondée en 2001 par la fusion de trois sociétés : les Transports publics Yverdon Grandson (TPYG), la compagnie du chemin de fer Yverdon-Sainte-Croix et celle du chemin de fer Pont-Brassus afin de simplifier la gestion opérationnelle des réseaux de transport du nord vaudois.
À la fin du XXe siècle, la compagnie du chemin de fer reliant Orbe à Chavornay devient systématiquement déficitaire au bouclement de chaque exercice. Pour protéger la production d'électricité, la Société du chemin de fer Orbe-Chavornay est créée le 1er janvier 1993 en tant que filiale détenue à 100 % par la Société anonyme des usines de l'Orbe. Les difficultés financières de cette compagnie continuent, si bien qu'en 2002, un accord est conclu avec TRAVYS pour que cette dernière en assure la gestion opérationnelle à partir de 2003. Celle-ci permet de voir augmenter le nombre de passagers transportés à 190 000 en 2004 contre une moyenne de 150 000 les précédentes années. En 2006, la commune d'Orbe, actionnaire de la Société du chemin de fer Orbe-Chavornay, souhaite voir cette compagnie au sein de TRAVYS et une demande d'autorisation en vue d'une fusion des deux compagnies et entreprise. Ceci par l'acquisition de 100 000 CHF du capital-action de TRAVYS par la commune. Les formalités continuent et la fusion est opérée le 8 février 2007 avec effet rétroactif au 1er janvier 2007.
Le 12 décembre 2010, avec l'introduction de l'horaire 2011, TRAVYS rejoint la communauté tarifaire Mobilis Vaud en même temps que les compagnies TPN, NStCM, Goldenpass, VMCV et AVJ et unifie sa tarification.
Le 27 août 2013, le Grand Conseil du canton de Vaud accorde un crédit-cadre de 157,7 millions de francs pour le matériel roulant des chemins de fer régionaux ainsi que 144,7 millions de francs pour les infrastructures ferroviaires régionales. Dans ce cadre, la compagnie commande trois nouvelles rames pour le Chemin de fer Yverdon-Sainte-Croix au coût de 30 millions de francs et la modernisation des installations à la gare de Vuitebœuf au coût de 8 millions de francs pour l'étape décembre 2015 du développement de l'infrastructure et de l'offre ferroviaire de l'agglomération d'Yverdon et du canton de Vaud. Travys obtient aussi un crédit d'étude pour la modernisation de la Ligne Orbe – Chavornay afin de l'intégrer au réseau express régional vaudois pour l'étape décembre 2017 du même projet de développement,.
Les trois nouvelles rames pour le Chemin de fer Yverdon-Sainte-Croix font partie d'une commande groupée avec d'autres compagnies de transport régionales auprès du constructeur Stadler Rail afin de réduire les coûts. Elles comprennent 98 places assises ou 162 si une voiture intermédiaire y est adjointe. La livraison s'est effectuée en 2016. Les nouvelles rames comportent un compartiment de première classe marquant ainsi la réintroduction de celle-ci sur cette ligne après qu'elle a été abandonnée en 1981, jugée alors non rentable. Cette décision a été prise après que TRAVYS a aussi introduit la première classe sur la ligne de Chemin de fer Pont-Brassus de manière positive alors qu'elle n'en avait jamais comporté quand l'exploitation du trafic de voyageurs était assurée par les CFF.

## Réseau

### Lignes ferroviaires
Le réseau ferroviaire est composé des trois lignes suivantes :
- Ligne 201 Ligne Vallorbe – Le Brassus (PBr) : voie normale 24,55 km, 15 kV - 16,7 Hz  (intégrée en 2022 au RER vaudois et exploitée par les CFF) ;
- Ligne 211 Ligne Orbe – Chavornay (OC) (2007, direction commune depuis 2003) : voie normale 3,9 km, 750 V - courant continu ;
- Ligne 212 Chemin de fer Yverdon-Sainte-Croix (YsteC ou YSC) : voie métrique 24 km, 15 kV - 16,7 Hz.

#### Réseau ferroviaire
| Ligne | Caractéristiques | Caractéristiques                          | Caractéristiques                          | Caractéristiques                          | Caractéristiques                          | Caractéristiques                              | Caractéristiques                          | Caractéristiques                          | Caractéristiques                          |
| 201   | Ligne Vallorbe – Le Brassus | Ligne Vallorbe – Le Brassus               | Ligne Vallorbe – Le Brassus               | Ligne Vallorbe – Le Brassus               | Ligne Vallorbe – Le Brassus               | Ligne Vallorbe – Le Brassus                   | Ligne Vallorbe – Le Brassus               | Ligne Vallorbe – Le Brassus               | Ligne Vallorbe – Le Brassus               |
| 201   | Vallorbe ⥋ Le Brassus | Vallorbe ⥋ Le Brassus                     | Vallorbe ⥋ Le Brassus                     | Vallorbe ⥋ Le Brassus                     | Vallorbe ⥋ Le Brassus                     | Vallorbe ⥋ Le Brassus                         | Vallorbe ⥋ Le Brassus                     | Vallorbe ⥋ Le Brassus                     | Vallorbe ⥋ Le Brassus                     |
| ----- | --- | ----------------------------------------- | ----------------------------------------- | ----------------------------------------- | ----------------------------------------- | --------------------------------------------- | ----------------------------------------- | ----------------------------------------- | ----------------------------------------- |
| 201   | Ouverture / Fermeture 1899 / — | Longueur 13 km                            | Durée 43 min                              | Nb. d’arrêts 12                           | Matériel —                                | Jours de fonctionnement L, Ma, Me, J, V, S, D | Jour / Soir / Nuit / Fêtes O / O / N / O  | Voy. / an —                               | Exploitant CFF                            |
| 201   | Desserte : - Ville et lieux desservis : Vallorbe, Le Day, Le Pont, Les Charbonnières, Le Séchey, Le Lieu, Les Essert-de-Rive, Le Rocheray, Le Solliat, La Golisse, Le Sentier, L'Orient, Le Brassus - Gares de correspondances : Gare de Vallorbe et Gare du Day |                                           |                                           |                                           |                                           |                                               |                                           |                                           |                                           |
| 201   | Autre : - Zones traversées : 110, 115, 116, 117, 118 et 119 - Amplitudes horaires : de 05:00 à 00:30 / 22 par jour en semaine (entre 1 et 2 par heure), 17 le samedi et 16 le dimanche (1 par heure) - Particularités : - Date de dernière mise à jour : 12 décembre 2021. |                                           |                                           |                                           |                                           |                                               |                                           |                                           |                                           |
| 201   | Dernière actualisation : — |                                           |                                           |                                           |                                           |                                               |                                           |                                           |                                           |
| 211   | Ligne de Chavornay à Orbe | Ligne de Chavornay à Orbe                 | Ligne de Chavornay à Orbe                 | Ligne de Chavornay à Orbe                 | Ligne de Chavornay à Orbe                 | Ligne de Chavornay à Orbe                     | Ligne de Chavornay à Orbe                 | Ligne de Chavornay à Orbe                 | Ligne de Chavornay à Orbe                 |
| 211   | Chavornay ⥋ Orbe |                                           |                                           |                                           |                                           |                                               |                                           |                                           |                                           |
| 211   | Ouverture / Fermeture 1894 / — | Longueur 4 km                             | Durée 8 min                               | Nb. d’arrêts 4                            | Matériel —                                | Jours de fonctionnement L, Ma, Me, J, V, S, D | Jour / Soir / Nuit / Fêtes O / O / N / O  | Voy. / an —                               | Exploitant TRAVYS                         |
| 211   | Desserte : - Ville et lieux desservis : Chavornay et Orbe - Gare de correspondances : Gare de Chavornay |                                           |                                           |                                           |                                           |                                               |                                           |                                           |                                           |
| 211   | Autre : - Zones traversées : 42 ou 43 et 48 (Chavornay est valable avec les zones 42 et 43) - Amplitudes horaires : de 05:30 à 00:00 / 44 par jour en semaine (entre 1 et 4 par heure), 19 le samedi et dimanche (1 par heure) - Particularités : Courses assurées par bus ou par train. Exactement la même durée en bus qu'en train. - Date de dernière mise à jour : 12 décembre 2021. |                                           |                                           |                                           |                                           |                                               |                                           |                                           |                                           |
| 211   | Dernière actualisation : — |                                           |                                           |                                           |                                           |                                               |                                           |                                           |                                           |
| 212   | Ligne de Yverdon-les-Bains à Sainte-Croix | Ligne de Yverdon-les-Bains à Sainte-Croix | Ligne de Yverdon-les-Bains à Sainte-Croix | Ligne de Yverdon-les-Bains à Sainte-Croix | Ligne de Yverdon-les-Bains à Sainte-Croix | Ligne de Yverdon-les-Bains à Sainte-Croix     | Ligne de Yverdon-les-Bains à Sainte-Croix | Ligne de Yverdon-les-Bains à Sainte-Croix | Ligne de Yverdon-les-Bains à Sainte-Croix |
| 212   | Yverdon-les-Bains ⥋ Sainte-Croix |                                           |                                           |                                           |                                           |                                               |                                           |                                           |                                           |
| 212   | Ouverture / Fermeture 1893 / — | Longueur 24 km                            | Durée 36 min                              | Nb. d’arrêts 9                            | Matériel —                                | Jours de fonctionnement L, Ma, Me, J, V, S, D | Jour / Soir / Nuit / Fêtes O / O / N / O  | Voy. / an —                               | Exploitant TRAVYS                         |
| 212   | Desserte : - Ville et lieux desservis : Yverdon-les-Bains, Montagny-près-Yverdon, Valeyres-sous-Montagny, Essert-sous-Champvent, Vuitebœuf, Baulmes et Sainte-Croix - Gare de correspondances : Gare d'Yverdon-les-Bains |                                           |                                           |                                           |                                           |                                               |                                           |                                           |                                           |
| 212   | Autre : - Zones traversées : 40, 46, 47, 114, 120 et 121 - Amplitudes horaires : de 05:00 à 00:00 / 31 par jour en semaine (2 par heure), 23 le samedi et dimanche (env. 1 par heure) - Particularités : Halte de Trois-villes supprimée dès le changement d'horaire 2021 - Date de dernière mise à jour : 12 décembre 2021.                                                             |                                           |                                           |                                           |                                           |                                               |                                           |                                           |                                           |
| 212   | Dernière actualisation : — |                                           |                                           |                                           |                                           |                                               |                                           |                                           |                                           |

La Ligne Vallorbe – Le Brassus est depuis le 14 août 2022 integrée à la ligne S2 du RER Vaud, impliquant le transfert de l'exploitation aux CFF. Cependant l'infrastructure entre les gares du Pont et du Brassus reste la propriété de Travys.

### Lignes d'autobus
Le réseau urbain TRAVYS est en plein redéploiement depuis le changement d'horaire du 12 décembre 2010 à la suite de l'intégration de la communauté tarifaire vaudoise Mobilis et la mise en place du projet AggloY.
Les lignes urbaines 601 à 605 desservent l'ensemble des principaux quartiers de la ville d'Yverdon-les-Bains. Certains tracés sont toutefois modifiés ou non-assurés sur une partie de la ligne le soir et le week-end.
Depuis le changement d'horaire du 11 décembre 2011 TRAVYS a commencé l'exploitation sur la commune d'Orbe d'un réseau de bus urbain nommé URBABUS composé de 3 lignes (691, 693 et 694). Dès le changement d'horaires du 13 décembre 2020, la ligne 694 est supprimée et remplacée par la nouvelle 692.
5 lignes régionales sont aussi exploitées aux alentours de Yverdon-les-Bains, Sainte-Croix, Orbe et Vallorbe. Les lignes 611, 613 et 615, sont rejointes depuis le 12 décembre 2021 par les lignes 685 et 686 (jusque là exploitées par CarPostal).

#### Réseau urbain d'Yverdon
| Ligne | Caractéristiques | Caractéristiques                                                       | Caractéristiques                                                       | Caractéristiques                                                       | Caractéristiques                                                       | Caractéristiques                                                       | Caractéristiques                                                       | Caractéristiques                                                       | Caractéristiques                                                       |
| 601   | Yverdon-les-Bains, gare ⥋ Cheseaux-Noréaz, Gymnase d'Yverdon | Yverdon-les-Bains, gare ⥋ Cheseaux-Noréaz, Gymnase d'Yverdon           | Yverdon-les-Bains, gare ⥋ Cheseaux-Noréaz, Gymnase d'Yverdon           | Yverdon-les-Bains, gare ⥋ Cheseaux-Noréaz, Gymnase d'Yverdon           | Yverdon-les-Bains, gare ⥋ Cheseaux-Noréaz, Gymnase d'Yverdon           | Yverdon-les-Bains, gare ⥋ Cheseaux-Noréaz, Gymnase d'Yverdon           | Yverdon-les-Bains, gare ⥋ Cheseaux-Noréaz, Gymnase d'Yverdon           | Yverdon-les-Bains, gare ⥋ Cheseaux-Noréaz, Gymnase d'Yverdon           | Yverdon-les-Bains, gare ⥋ Cheseaux-Noréaz, Gymnase d'Yverdon           |
| ----- | --- | ---------------------------------------------------------------------- | ---------------------------------------------------------------------- | ---------------------------------------------------------------------- | ---------------------------------------------------------------------- | ---------------------------------------------------------------------- | ---------------------------------------------------------------------- | ---------------------------------------------------------------------- | ---------------------------------------------------------------------- |
| 601   | Ouverture / Fermeture — / — | Longueur 2,6 km                                                        | Durée 7 min                                                            | Nb. d’arrêts 8                                                         | Matériel —                                                             | Jours de fonctionnement —                                              | Jour / Soir / Nuit / Fêtes — / — / — / —                               | Voy. / an —                                                            | Exploitant TRAVYS                                                      |
| 601   | Desserte : - Ville et lieux desservis : Yverdon-les-Bains et Cheseaux-Noréaz - Gare desservie : Gare d'Yverdon-les-Bains |                                                                        |                                                                        |                                                                        |                                                                        |                                                                        |                                                                        |                                                                        |                                                                        |
| 601   | Autre : - Zone traversée : 40 - Amplitudes horaires : de 05:30 à 00:30 / 85 par jour en semaine (4 par heure), 48 le samedi et dimanche (entre 2 et 3 par heure) - Particularités : - - Date de dernière mise à jour : 12 décembre 2021. |                                                                        |                                                                        |                                                                        |                                                                        |                                                                        |                                                                        |                                                                        |                                                                        |
| 601   | Dernière actualisation : — |                                                                        |                                                                        |                                                                        |                                                                        |                                                                        |                                                                        |                                                                        |                                                                        |
| 602   | Montagny, Village ⥋ Yverdon-les-Bains, Chemin de la Chèvre via Hôpital | Montagny, Village ⥋ Yverdon-les-Bains, Chemin de la Chèvre via Hôpital | Montagny, Village ⥋ Yverdon-les-Bains, Chemin de la Chèvre via Hôpital | Montagny, Village ⥋ Yverdon-les-Bains, Chemin de la Chèvre via Hôpital | Montagny, Village ⥋ Yverdon-les-Bains, Chemin de la Chèvre via Hôpital | Montagny, Village ⥋ Yverdon-les-Bains, Chemin de la Chèvre via Hôpital | Montagny, Village ⥋ Yverdon-les-Bains, Chemin de la Chèvre via Hôpital | Montagny, Village ⥋ Yverdon-les-Bains, Chemin de la Chèvre via Hôpital | Montagny, Village ⥋ Yverdon-les-Bains, Chemin de la Chèvre via Hôpital |
| 602   | Ouverture / Fermeture — / — | Longueur 7,3 km                                                        | Durée 27 min                                                           | Nb. d’arrêts 21                                                        | Matériel —                                                             | Jours de fonctionnement —                                              | Jour / Soir / Nuit / Fêtes — / — / — / —                               | Voy. / an —                                                            | Exploitant TRAVYS                                                      |
| 602   | Desserte : - Ville et lieux desservis : Montagny-près-Yverdon, Chamard et Yverdon-les-Bains - Gare desservie : Gare d'Yverdon-les-Bains                                                                                                  |                                                                        |                                                                        |                                                                        |                                                                        |                                                                        |                                                                        |                                                                        |                                                                        |
| 602   | Autre : - Zone traversée : 40 - Amplitudes horaires : de 05:30 à 00:30 / 60 par jour en semaine (4 par heure), 34 le samedi et dimanche (env. 2 par heure). - Particularités : - - Date de dernière mise à jour : 12 décembre 2021.      |                                                                        |                                                                        |                                                                        |                                                                        |                                                                        |                                                                        |                                                                        |                                                                        |
| 602   | Dernière actualisation : — |                                                                        |                                                                        |                                                                        |                                                                        |                                                                        |                                                                        |                                                                        |                                                                        |
| 603   | Yverdon-les-Bains, Blancherie ⥋ Yverdon-les-Bains, Bellevue | Yverdon-les-Bains, Blancherie ⥋ Yverdon-les-Bains, Bellevue            | Yverdon-les-Bains, Blancherie ⥋ Yverdon-les-Bains, Bellevue            | Yverdon-les-Bains, Blancherie ⥋ Yverdon-les-Bains, Bellevue            | Yverdon-les-Bains, Blancherie ⥋ Yverdon-les-Bains, Bellevue            | Yverdon-les-Bains, Blancherie ⥋ Yverdon-les-Bains, Bellevue            | Yverdon-les-Bains, Blancherie ⥋ Yverdon-les-Bains, Bellevue            | Yverdon-les-Bains, Blancherie ⥋ Yverdon-les-Bains, Bellevue            | Yverdon-les-Bains, Blancherie ⥋ Yverdon-les-Bains, Bellevue            |
| 603   | Ouverture / Fermeture — / — | Longueur 6,5 km                                                        | Durée 28 min                                                           | Nb. d’arrêts 20                                                        | Matériel —                                                             | Jours de fonctionnement L, Ma, Me, J, V, S, D                          | Jour / Soir / Nuit / Fêtes O / O / N / O                               | Voy. / an —                                                            | Exploitant TRAVYS                                                      |
| 603   | Desserte : - Ville et lieux desservis : Yverdon-les-Bains et Cheseaux-Noréaz - Gare desservie : Gare d'Yverdon-les-Bains |                                                                        |                                                                        |                                                                        |                                                                        |                                                                        |                                                                        |                                                                        |                                                                        |
| 603   | Autre : - Zone traversée : 40 - Amplitudes horaires : de 05:30 à 00:30 / 55 par jour en semaine (3 par heure), 27 le samedi et 20 le dimanche (env. 2 par heure) - Particularités : - - Date de dernière mise à jour : 12 décembre 2021. |                                                                        |                                                                        |                                                                        |                                                                        |                                                                        |                                                                        |                                                                        |                                                                        |
| 603   | Dernière actualisation : — |                                                                        |                                                                        |                                                                        |                                                                        |                                                                        |                                                                        |                                                                        |                                                                        |
| 604   | Yverdon-les-Bains, Les Moulins ⥋ Yverdon-les-Bains, Maison Blanche | Yverdon-les-Bains, Les Moulins ⥋ Yverdon-les-Bains, Maison Blanche     | Yverdon-les-Bains, Les Moulins ⥋ Yverdon-les-Bains, Maison Blanche     | Yverdon-les-Bains, Les Moulins ⥋ Yverdon-les-Bains, Maison Blanche     | Yverdon-les-Bains, Les Moulins ⥋ Yverdon-les-Bains, Maison Blanche     | Yverdon-les-Bains, Les Moulins ⥋ Yverdon-les-Bains, Maison Blanche     | Yverdon-les-Bains, Les Moulins ⥋ Yverdon-les-Bains, Maison Blanche     | Yverdon-les-Bains, Les Moulins ⥋ Yverdon-les-Bains, Maison Blanche     | Yverdon-les-Bains, Les Moulins ⥋ Yverdon-les-Bains, Maison Blanche     |
| 604   | Ouverture / Fermeture — / — | Longueur 4,8 km                                                        | Durée 19 min                                                           | Nb. d’arrêts 17                                                        | Matériel —                                                             | Jours de fonctionnement L, Ma, Me, J, V, S, D                          | Jour / Soir / Nuit / Fêtes O / O / N / O                               | Voy. / an —                                                            | Exploitant TRAVYS                                                      |
| 604   | Desserte : - Ville et lieux desservis : Yverdon-les-Bains - Gare desservie : Gare d'Yverdon-les-Bains |                                                                        |                                                                        |                                                                        |                                                                        |                                                                        |                                                                        |                                                                        |                                                                        |
| 604   | Autre : - Zone traversée : 40 - Amplitudes horaires : de 05:30 à 00:30 / 53 par jour en semaine (4 par heure), 37 le samedi et 21 le dimanche (env. 2 par heure) - Particularités : - - Date de dernière mise à jour : 12 décembre 2021. |                                                                        |                                                                        |                                                                        |                                                                        |                                                                        |                                                                        |                                                                        |                                                                        |
| 604   | Dernière actualisation : — |                                                                        |                                                                        |                                                                        |                                                                        |                                                                        |                                                                        |                                                                        |                                                                        |
| 605   | Yverdon-les-Bains, Prés du Lac ⥋ Yverdon-les-Bains, Y-Parc/Découvertes | Yverdon-les-Bains, Prés du Lac ⥋ Yverdon-les-Bains, Y-Parc/Découvertes | Yverdon-les-Bains, Prés du Lac ⥋ Yverdon-les-Bains, Y-Parc/Découvertes | Yverdon-les-Bains, Prés du Lac ⥋ Yverdon-les-Bains, Y-Parc/Découvertes | Yverdon-les-Bains, Prés du Lac ⥋ Yverdon-les-Bains, Y-Parc/Découvertes | Yverdon-les-Bains, Prés du Lac ⥋ Yverdon-les-Bains, Y-Parc/Découvertes | Yverdon-les-Bains, Prés du Lac ⥋ Yverdon-les-Bains, Y-Parc/Découvertes | Yverdon-les-Bains, Prés du Lac ⥋ Yverdon-les-Bains, Y-Parc/Découvertes | Yverdon-les-Bains, Prés du Lac ⥋ Yverdon-les-Bains, Y-Parc/Découvertes |
| 605   | Ouverture / Fermeture — / — | Longueur 4,6 km                                                        | Durée 19 min                                                           | Nb. d’arrêts 19                                                        | Matériel —                                                             | Jours de fonctionnement L, Ma, Me, J, V, S, D                          | Jour / Soir / Nuit / Fêtes O / O / N / O                               | Voy. / an —                                                            | Exploitant TRAVYS                                                      |
| 605   | Desserte : - Ville et lieux desservis : Yverdon-les-Bains - Gares desservies : Gare d'Yverdon-les-Bains |                                                                        |                                                                        |                                                                        |                                                                        |                                                                        |                                                                        |                                                                        |                                                                        |
| 605   | Autre : - Zone traversée : 40 - Amplitudes horaires : de 05:30 à 00:30 / 60 par jour en semaine (4 par heure), 36 le samedi et 32 le dimanche (env. 2 par heure) - Particularités : - - Date de dernière mise à jour : 12 décembre 2021. |                                                                        |                                                                        |                                                                        |                                                                        |                                                                        |                                                                        |                                                                        |                                                                        |
| 605   | Dernière actualisation : — |                                                                        |                                                                        |                                                                        |                                                                        |                                                                        |                                                                        |                                                                        |                                                                        |

#### Réseau régional
| Ligne | Caractéristiques | Caractéristiques                                                      | Caractéristiques                                                                | Caractéristiques                                                      | Caractéristiques                                                      | Caractéristiques                                                      | Caractéristiques                                                      | Caractéristiques                                                      | Caractéristiques                                                      |
| 611   | Champvent, Le Battoir / Chamblon, Caserne ⥋ Yverdon-les-Bains, Gare | Champvent, Le Battoir / Chamblon, Caserne ⥋ Yverdon-les-Bains, Gare   | Champvent, Le Battoir / Chamblon, Caserne ⥋ Yverdon-les-Bains, Gare             | Champvent, Le Battoir / Chamblon, Caserne ⥋ Yverdon-les-Bains, Gare   | Champvent, Le Battoir / Chamblon, Caserne ⥋ Yverdon-les-Bains, Gare   | Champvent, Le Battoir / Chamblon, Caserne ⥋ Yverdon-les-Bains, Gare   | Champvent, Le Battoir / Chamblon, Caserne ⥋ Yverdon-les-Bains, Gare   | Champvent, Le Battoir / Chamblon, Caserne ⥋ Yverdon-les-Bains, Gare   | Champvent, Le Battoir / Chamblon, Caserne ⥋ Yverdon-les-Bains, Gare   |
| ----- | --- | --------------------------------------------------------------------- | ------------------------------------------------------------------------------- | --------------------------------------------------------------------- | --------------------------------------------------------------------- | --------------------------------------------------------------------- | --------------------------------------------------------------------- | --------------------------------------------------------------------- | --------------------------------------------------------------------- |
| 611   | Ouverture / Fermeture — / — | Longueur 8 km                                                         | Durée 23 min                                                                    | Nb. d’arrêts 15                                                       | Matériel —                                                            | Jours de fonctionnement L, Ma, Me, J, V, S, D                         | Jour / Soir / Nuit / Fêtes O / N / N / O                              | Voy. / an —                                                           | Exploitant TRAVYS                                                     |
| 611   | Desserte : - Ville et lieux desservis : Champvent (Essert-sous-Champvent, Villars-sous-Champvent), Chamblon, Treycovagnes et Yverdon-les-Bains - Gare desservie : Gare d'Yverdon-les-Bains |                                                                       |                                                                                 |                                                                       |                                                                       |                                                                       |                                                                       |                                                                       |                                                                       |
| 611   | Autre : - Zones traversées : 121, 46 et 40 - Amplitudes horaires : 17 par jour en semaine et 12 par jour le samedi et dimanche. - Particularités : - - Date de dernière mise à jour : 12 décembre 2021. |                                                                       |                                                                                 |                                                                       |                                                                       |                                                                       |                                                                       |                                                                       |                                                                       |
| 611   | Dernière actualisation : — |                                                                       |                                                                                 |                                                                       |                                                                       |                                                                       |                                                                       |                                                                       |                                                                       |
| 613   | Vallorbe, Grottes ⥋ Yverdon-les-Bains, gare | Vallorbe, Grottes ⥋ Yverdon-les-Bains, gare                           | Vallorbe, Grottes ⥋ Yverdon-les-Bains, gare                                     | Vallorbe, Grottes ⥋ Yverdon-les-Bains, gare                           | Vallorbe, Grottes ⥋ Yverdon-les-Bains, gare                           | Vallorbe, Grottes ⥋ Yverdon-les-Bains, gare                           | Vallorbe, Grottes ⥋ Yverdon-les-Bains, gare                           | Vallorbe, Grottes ⥋ Yverdon-les-Bains, gare                           | Vallorbe, Grottes ⥋ Yverdon-les-Bains, gare                           |
| 613   | Ouverture / Fermeture — / — | Longueur 37 km / 43 km                                                | Durée 37 min / 53 min                                                           | Nb. d’arrêts 31                                                       | Matériel —                                                            | Jours de fonctionnement L, Ma, Me, J, V, S, D                         | Jour / Soir / Nuit / Fêtes O / N / N / O                              | Voy. / an —                                                           | Exploitant TRAVYS                                                     |
| 613   | Desserte : - Ville et lieux desservis : Le Day, Vallorbe, Ballaigues, Lignerolle, Les Clées, et Yverdon-les-Bains - Gares desservies : Gare du Day et Gare d'Yverdon-les-Bains |                                                                       |                                                                                 |                                                                       |                                                                       |                                                                       |                                                                       |                                                                       |                                                                       |
| 613   | Autre : - Zones traversées : 110, 111, 112, 114, 48, 42 et 40 - Amplitudes horaires : de XX par jour en semaine et XX par jour le samedi et dimanche. - Particularités : - Date de dernière mise à jour : 7 août 2022. |                                                                       |                                                                                 |                                                                       |                                                                       |                                                                       |                                                                       |                                                                       |                                                                       |
| 613   | Dernière actualisation : — |                                                                       |                                                                                 |                                                                       |                                                                       |                                                                       |                                                                       |                                                                       |                                                                       |
| 615   | L'Auberson, Vers-chez-les-Jacques ⥋ Mauborget, Village / Sainte-Croix | L'Auberson, Vers-chez-les-Jacques ⥋ Mauborget, Village / Sainte-Croix | L'Auberson, Vers-chez-les-Jacques ⥋ Mauborget, Village / Sainte-Croix           | L'Auberson, Vers-chez-les-Jacques ⥋ Mauborget, Village / Sainte-Croix | L'Auberson, Vers-chez-les-Jacques ⥋ Mauborget, Village / Sainte-Croix | L'Auberson, Vers-chez-les-Jacques ⥋ Mauborget, Village / Sainte-Croix | L'Auberson, Vers-chez-les-Jacques ⥋ Mauborget, Village / Sainte-Croix | L'Auberson, Vers-chez-les-Jacques ⥋ Mauborget, Village / Sainte-Croix | L'Auberson, Vers-chez-les-Jacques ⥋ Mauborget, Village / Sainte-Croix |
| 615   | Ouverture / Fermeture — / — | Longueur 20 km                                                        | Durée 28 min                                                                    | Nb. d’arrêts 27                                                       | Matériel —                                                            | Jours de fonctionnement L, Ma, Me, J, V, S, D                         | Jour / Soir / Nuit / Fêtes O / N / N / O                              | Voy. / an —                                                           | Exploitant TRAVYS                                                     |
| 615   | Desserte : - Ville et lieux desservis : L'Auberson, Sainte-Croix, Bullet et Mauborget - Gares desservies : Gare de Sainte-Croix |                                                                       |                                                                                 |                                                                       |                                                                       |                                                                       |                                                                       |                                                                       |                                                                       |
| 615   | Autre : - Zones traversées : 120, 121 et 129 - Amplitudes horaires : 25 par jour en semaine + allo?Bus de 08:30 à 10:10 et de 10:30 à 11:30 / 6 par jour le samedi et dimanche + Allo?Bus en journée. - Particularités : Circule en deux parties : Mauborget - Sainte-Croix et Sainte-Croix - L'Auberson. - Date de dernière mise à jour : 12 décembre 2021.                   |                                                                       |                                                                                 |                                                                       |                                                                       |                                                                       |                                                                       |                                                                       |                                                                       |
| 615   | Dernière actualisation : — |                                                                       |                                                                                 |                                                                       |                                                                       |                                                                       |                                                                       |                                                                       |                                                                       |
| 685   | Vallorbe, gare ⥋ Orbe, gare | Vallorbe, gare ⥋ Orbe, gare                                           | Vallorbe, gare ⥋ Orbe, gare                                                     | Vallorbe, gare ⥋ Orbe, gare                                           | Vallorbe, gare ⥋ Orbe, gare                                           | Vallorbe, gare ⥋ Orbe, gare                                           | Vallorbe, gare ⥋ Orbe, gare                                           | Vallorbe, gare ⥋ Orbe, gare                                           | Vallorbe, gare ⥋ Orbe, gare                                           |
| 685   | Ouverture / Fermeture 05.1914 A.V.O. / 12.12.2021 TRAVYS / — | Longueur 20 km                                                        | Durée 17 min Vallorbe - Ballaigues / 25 min Ballaigues - Orbe), en total 42 min | Nb. d’arrêts 26                                                       | Matériel —                                                            | Jours de fonctionnement L, Ma, Me, J, V, S, D                         | Jour / Soir / Nuit / Fêtes O / N / N / N                              | Voy. / an —                                                           | Exploitant TRAVYS                                                     |
| 685   | Desserte : - Ville et lieux desservis : Vallorbe, Ballaigues, Lignerolle, Les Clées, Montcherand et Orbe - Gares desservies : Gare de Vallorbe et Gare d’Orbe |                                                                       |                                                                                 |                                                                       |                                                                       |                                                                       |                                                                       |                                                                       |                                                                       |
| 685   | Autre : - Zones traversées : 48, 110, 111, 112 et 114 - Amplitudes horaires : 18 fois par jour - Particularités : 3 dessertes différentes : Orbe-Vallorbe / Orbe-Ballaigues / Ballaigues-Vallorbe. Anciennement exploité par AVO (Auto-Transports de la Vallée de l'Orbe) de 1914 à 2016, puis par CarPostal entre 2016 et 2021. - Date de dernière mise à jour : 7 août 2022. |                                                                       |                                                                                 |                                                                       |                                                                       |                                                                       |                                                                       |                                                                       |                                                                       |
| 685   | Dernière actualisation : — |                                                                       |                                                                                 |                                                                       |                                                                       |                                                                       |                                                                       |                                                                       |                                                                       |
| 686   | Baulmes, gare ⥋ Orbe, gare | Baulmes, gare ⥋ Orbe, gare                                            | Baulmes, gare ⥋ Orbe, gare                                                      | Baulmes, gare ⥋ Orbe, gare                                            | Baulmes, gare ⥋ Orbe, gare                                            | Baulmes, gare ⥋ Orbe, gare                                            | Baulmes, gare ⥋ Orbe, gare                                            | Baulmes, gare ⥋ Orbe, gare                                            | Baulmes, gare ⥋ Orbe, gare                                            |
| 686   | Ouverture / Fermeture 12.12.2021 TRAVYS / — | Longueur 13 km                                                        | Durée 23 min                                                                    | Nb. d’arrêts 11                                                       | Matériel —                                                            | Jours de fonctionnement L, Ma, Me, J, V, S, D                         | Jour / Soir / Nuit / Fêtes O / N / N / N                              | Voy. / an —                                                           | Exploitant TRAVYS                                                     |
| 686   | Desserte : - Ville et lieux desservis : Baulmes, L’Abergement, Sergey, Montcherand et Orbe - Gares desservies : Gare de Baulmes et Gare d’Orbe |                                                                       |                                                                                 |                                                                       |                                                                       |                                                                       |                                                                       |                                                                       |                                                                       |
| 686   | Autre : - Zones traversées : 47, 48 et 114 - Amplitudes horaires : 8 fois par jour - Particularités : Anciennement exploité par AVO (Auto-Transports de la Vallée de l'Orbe) jusqu’en 2016, puis par CarPostal entre 2016 et 2021. - Date de dernière mise à jour : 7 août 2022.                                                                                               |                                                                       |                                                                                 |                                                                       |                                                                       |                                                                       |                                                                       |                                                                       |                                                                       |
| 686   | Dernière actualisation : — |                                                                       |                                                                                 |                                                                       |                                                                       |                                                                       |                                                                       |                                                                       |                                                                       |

#### Réseau Urbabus d'Orbe
Le réseau Urbabus circule uniquement du lundi au vendredi.

Un seul véhicule exploite les trois lignes en même temps, ce qui explique leurs basses fréquences.
| Ligne | Caractéristiques | Caractéristiques               | Caractéristiques               | Caractéristiques               | Caractéristiques                                              | Caractéristiques                        | Caractéristiques                         | Caractéristiques               | Caractéristiques               |
| 691   | Orbe, gare ⥋ Orbe, Plamont | Orbe, gare ⥋ Orbe, Plamont     | Orbe, gare ⥋ Orbe, Plamont     | Orbe, gare ⥋ Orbe, Plamont     | Orbe, gare ⥋ Orbe, Plamont                                    | Orbe, gare ⥋ Orbe, Plamont              | Orbe, gare ⥋ Orbe, Plamont               | Orbe, gare ⥋ Orbe, Plamont     | Orbe, gare ⥋ Orbe, Plamont     |
| ----- | --- | ------------------------------ | ------------------------------ | ------------------------------ | ------------------------------------------------------------- | --------------------------------------- | ---------------------------------------- | ------------------------------ | ------------------------------ |
| 691   | Ouverture / Fermeture 11 décembre 2011 / — | Longueur 4 km                  | Durée 11 min                   | Nb. d’arrêts 10                | Matériel Solaris Urbino 8,6 n°151 et Solaris Urbino 8,9 n°152 | Jours de fonctionnement L, Ma, Me, J, V | Jour / Soir / Nuit / Fêtes O / N / N / N | Voy. / an —                    | Exploitant TRAVYS              |
| 691   | Desserte : - Ville et lieux desservis : Orbe - Gare desservie : Gare d'Orbe |                                |                                |                                |                                                               |                                         |                                          |                                |                                |
| 691   | Autre : - Zone traversée : 48 - Amplitudes horaires : de 06:00 à 19:45 / 28 par jour en semaine (2 par heure). - Particularités : - - Date de dernière mise à jour : 12 décembre 2021. |                                |                                |                                |                                                               |                                         |                                          |                                |                                |
| 691   | Dernière actualisation : — |                                |                                |                                |                                                               |                                         |                                          |                                |                                |
| 692   | Orbe, gare ⥋ Orbe, Taborneires | Orbe, gare ⥋ Orbe, Taborneires | Orbe, gare ⥋ Orbe, Taborneires | Orbe, gare ⥋ Orbe, Taborneires | Orbe, gare ⥋ Orbe, Taborneires                                | Orbe, gare ⥋ Orbe, Taborneires          | Orbe, gare ⥋ Orbe, Taborneires           | Orbe, gare ⥋ Orbe, Taborneires | Orbe, gare ⥋ Orbe, Taborneires |
| 692   | Ouverture / Fermeture 14 décembre 2020 / — | Longueur 5 km                  | Durée 10 min                   | Nb. d’arrêts 7                 | Matériel —                                                    | Jours de fonctionnement L, Ma, Me, J, V | Jour / Soir / Nuit / Fêtes O / N / N / N | Voy. / an —                    | Exploitant TRAVYS              |
| 692   | Desserte : - Ville et lieux desservis : Orbe - Gares desservies : Gare d'Orbe et Gare Les Granges                                                                                      |                                |                                |                                |                                                               |                                         |                                          |                                |                                |
| 692   | Autre : - Zone traversée : 48 - Amplitudes horaires : de 06:45 à 19:00 / 13 par jour en semaine (1 par heure). - Particularités : - - Date de dernière mise à jour : 12 décembre 2021. |                                |                                |                                |                                                               |                                         |                                          |                                |                                |
| 692   | Dernière actualisation : — |                                |                                |                                |                                                               |                                         |                                          |                                |                                |
| 693   | Orbe, gare ⥋ Les Granges, gare | Orbe, gare ⥋ Les Granges, gare | Orbe, gare ⥋ Les Granges, gare | Orbe, gare ⥋ Les Granges, gare | Orbe, gare ⥋ Les Granges, gare                                | Orbe, gare ⥋ Les Granges, gare          | Orbe, gare ⥋ Les Granges, gare           | Orbe, gare ⥋ Les Granges, gare | Orbe, gare ⥋ Les Granges, gare |
| 693   | Ouverture / Fermeture 11 décembre 2011 / — | Longueur 2 km                  | Durée 14 min                   | Nb. d’arrêts 11                | Matériel —                                                    | Jours de fonctionnement L, Ma, Me, J, V | Jour / Soir / Nuit / Fêtes O / N / N / N | Voy. / an —                    | Exploitant TRAVYS              |
| 693   | Desserte : - Ville et lieux desservis : Orbe - Gares desservies : Gare d'Orbe et Gare Les Granges                                                                                      |                                |                                |                                |                                                               |                                         |                                          |                                |                                |
| 693   | Autre : - Zone traversée : 48 - Amplitudes horaires : de 06:15 à 19:30 / 14 par jour en semaine (1 par heure). - Particularités : - - Date de dernière mise à jour : 12 décembre 2021. |                                |                                |                                |                                                               |                                         |                                          |                                |                                |
| 693   | Dernière actualisation : — |                                |                                |                                |                                                               |                                         |                                          |                                |                                |
| 694   | Orbe — Gare ⥋ Fleurs de Lys | Orbe — Gare ⥋ Fleurs de Lys    | Orbe — Gare ⥋ Fleurs de Lys    | Orbe — Gare ⥋ Fleurs de Lys    | Orbe — Gare ⥋ Fleurs de Lys                                   | Orbe — Gare ⥋ Fleurs de Lys             | Orbe — Gare ⥋ Fleurs de Lys              | Orbe — Gare ⥋ Fleurs de Lys    | Orbe — Gare ⥋ Fleurs de Lys    |
| 694   | Ouverture / Fermeture 11 décembre 2011 / 13 décembre 2020 | Longueur 2 km                  | Durée 6 min                    | Nb. d’arrêts 5                 | Matériel —                                                    | Jours de fonctionnement L, Ma, Me, J, V | Jour / Soir / Nuit / Fêtes O / N / N / N | Voy. / an —                    | Exploitant TRAVYS              |
| 694   | Desserte : - Ville et lieux desservis : Orbe - Gare desservie : Gare d'Orbe |                                |                                |                                |                                                               |                                         |                                          |                                |                                |
| 694   | Autre : - Zone traversée : 48 - Amplitudes horaires : de 06:15 à 19:15 / 14 par jour en semaine (1 par heure). - Particularités : - - Date de dernière mise à jour : 14 décembre 2020. |                                |                                |                                |                                                               |                                         |                                          |                                |                                |
| 694   | Dernière actualisation : — |                                |                                |                                |                                                               |                                         |                                          |                                |                                |

Le samedi un service de bus à la demande est proposé, de 9h30 à 12h30 et de 13h30 à 17h30. 

La réservation s'effectue par téléphone au minimum 60 minutes avant l'heure de départ souhaité et le départ et l'arrivée doivent être un arrêt officiel (arrêts des lignes 691, 692 et 693) ou parmi les 6 arrêts cités ci-dessous.

Arrêts desservis uniquement le samedi sur demande.

- Cimetière
- Croisée d'Agiez
- Fleurs-de-Lys
- Magnenette/Coteau
- Mosaïques/Bocéaz
- Piscine

## Parc de véhicules

### Matériel roulant ferroviaire actuel
```
(État au 12 décembre 2021
[
9
]
.)
```

#### Véhicules circulant sur voie métrique actuel
| Véhicules moteurs | Véhicules moteurs | Véhicules moteurs | Véhicules moteurs | Véhicules moteurs | Véhicules moteurs | Véhicules moteurs                                                          |
| Désignation       | Numéro UIC        | Mise en service   | Retrait           | Nom de baptême    | Remarque(s) | Photo                                                                      |
| ----------------- | ----------------- | ----------------- | ----------------- | ----------------- | --- | -------------------------------------------------------------------------- |
| ABe 2/6           | 90 85 827 2000-3  | 2001              |                   | Mouvement         | Anciennement Be 2/6I n°2000 nommée "L'Arnon" - 69 129 km parcourus en 2020                                                                              | Automotrice ABe 2/6 n°2000 en gare de Yverdon-les-Bains                    |
| ABe 2/6           | 90 85 827 2001-1  | 2001              |                   | Énergie           | Anciennement Be 2/6I n°2001 nommée "La Thièle" - 134 327 km parcourus en 2020                                                                           | Automotrice ABe 2/6 n°2001 en gare de Yverdon-les-Bains                    |
| Be 4/4            | 90 85 827 0001-3  | 1981              |                   | Yverdon-les-Bains | Anciennement Be 4/4II n°1 - 173 km parcourus en 2020 | Automotrice Be 4/4 (2e série) n°1 en gare de Yverdon-les-Bains             |
| Be 4/4            | 90 85 827 3001-0  | 2016              |                   | Inspiration       | Anciennement Be 4/4III n°3001 - 121 785 km parcourus en 2020                                                                                            | Automotrice Be 4/4 n°3001 en gare de Yverdon-les-Bains                     |
| Be 4/4            | 90 85 827 3002-8  | 2016              |                   | Inspiration       | Anciennement Be 4/4III n°3002 - 131 006 km parcourus en 2020                                                                                            | Automotrice Be 4/4 n°3002 en gare de Yverdon-les-Bains                     |
| Be 4/4            | 90 85 827 3003-6  | 2016              |                   | Découverte        | anciennement Be 4/4III n°3003 - 137 829 km parcourus en 2020                                                                                            | Automotrice Be 4/4 n°3003 en gare de Sainte-Croix                          |
| Be 4/4            | 90 85 827 3004-4  | 2016              |                   | Découverte        | Anciennement Be 4/4III n°3004 - 81 405 km parcourus en 2020                                                                                             | Automotrice Be 4/4 n°3004 en gare de Sainte-Croix                          |
| Be 4/4            | 90 85 827 3005-1  | 2016              |                   | Complicité        | Anciennement Be 4/4III n°3005 - 118 294 km parcourus en 2020                                                                                            | Automotrice Be 4/4 n°3005 en gare de Yverdon-les-Bains                     |
| Be 4/4            | 90 85 827 3006-9  | 2016              |                   | Complicité        | Anciennement Be 4/4III n°3006 - 121 563 km parcourus en 2020                                                                                            | Automotrice Be 4/4 n°3006 en gare de Yverdon-les-Bains                     |
| Ge 4/4            | 90 85 827 0021-1  | 1950              |                   | Crocodile         | À l'origine Te 4/4 n°21 et renumérotée en 1977 en Ge 4/4 n°21 - 12 km parcourus en 2020                                                                 | Locomotive Ge 4/4 n°21 (Crocodile) en gare de Vuiteboeuf                   |
| Tm 2/2            | 90 85 827 0022-9  | 1971              |                   | -                 | Anciennement Tm 2/2 n°22 - 197 km parcourus en 2020 | Locotracteur Tm 2/2 n°22 avec équipement de déneigement en gare de Baulmes |
| Tm 2/2            | 90 85 827 0023-7  | 1989              |                   | -                 | Anciennement Tm 2/2 n°23 - 4 228 km parcourus en 2020                                                                                                   | Locotracteur Tm 2/2 n°23 en gare de Baulmes                                |
| Tm 4/4            | 90 85 827 0024-5  | 2023              |                   | -                 | Livraison le 11 mai 2023, en remplacement Tm 2/2, N° 22 et 23.                                                                                          | Image de synthèse du futur Tm 4/4 n°24. Livraison en mai 2023.             |
| Voitures          |                   |                   |                   |                   | |                                                                            |
| AB                | 90 85 827 3031-1  | 2016              |                   | -                 | Anciennement AB n°3031 - 121 395 km parcourus en 2020                                                                                                   | Voiture intermédiaire AB n°3031 en gare de Yverdon-les-Bains               |
| AB                | 90 85 827 3032-9  | 2016              |                   | -                 | Anciennement AB n°3031 - 109 609 km parcourus en 2020                                                                                                   | Voiture intermédiaire AB n°3032 en gare de Sainte-Croix                    |
| AB                | 90 85 827 3033-7  | 2016              |                   | -                 | Anciennement AB n°3031 - 119 794 km parcourus en 2020                                                                                                   | Voiture intermédiaire AB n°3033 en gare de Yverdon-les-Bains               |
| Bt                | 90 85 827 0051-2  | 1983              |                   | -                 | Anciennement Bt n°51 - 14 923 km parcourus en 2020 Sert de réserve lorsqu'une des Be 4/4 3001, 3003 ou 3005 est indisponible.                           | Voiture-pilote Bt n°51 en gare de Yverdon-les-Bains                        |
| Bt                | 90 85 827 0055-3  | 2007              |                   | -                 | Anciennement Bt n°55 - 16 523 km parcourus en 2020 Sert de réserve lorsqu'une des Be 4/4 3002, 3004 ou 3006 est indisponible.                           | Voiture-pilote Bt n°55 en gare de Yverdon-les-Bains                        |
| Wagons de service |                   |                   |                   |                   | |                                                                            |
| X                 | 90 85 827 0503-2  | 2022              |                   | -                 | Chasse-neige | Chasse-neige X n°503 en gare de Baulmes                                    |
| X                 | 504               | 1912              | ≃ 2015            | -                 | Anciennement Gk n°119 puis X 504 depuis 1981 - Transformé en "local de pause" de la Gare d'Yverdon-les-Bains. Le wagon n'est plus autorisé à circuler.  | Ancien Wagon X n°504 en gare de Yverdon-les-Bains                          |
| X                 | 9753              | ? / ≃ 2014        | ≃ 2014            | -                 | Anciennement X 9753 des CFF (Ligne du Brünig) - Transformé en "local de pause" de la Gare d'Yverdon-les-Bains. Le wagon n'est plus autorisé à circuler. | Ancien Wagon X n°9753 en gare de Yverdon-les-Bains                         |

#### Véhicules circulant sur voie normale actuel
| Véhicules moteurs                                                         | Véhicules moteurs | Véhicules moteurs | Véhicules moteurs | Véhicules moteurs | Véhicules moteurs                                                                                                   | Véhicules moteurs                                                          |
| Désignation                                                               | Numéro UIC        | Mise en service   | Retrait           | Nom de baptême    | Remarque(s) | Photo                                                                      |
| ------------------------------------------------------------------------- | ----------------- | ----------------- | ----------------- | ----------------- | --- | -------------------------------------------------------------------------- |
| Be 2/2                                                                    | 557 614           | 1990              | 2023              | Chavornay / Orbe  | Livrée le 1er octobre 1990 avec la désignation Be 2/2 n°14 - 27 187 km parcourus en 2020. Radiée le 07 mars 2023    | Automotrice Be 2/2 n°14 en gare de Orbe-Industrie                          |
| Be 4/8                                                                    | 94 80 0450 003-9  | 1994 / 2022       |                   | -                 | Roulait anciennement à Karlsruhe sur le réseau AVG en tant que BR 450 n°819. Achetée d'occasion en 2022 par Travys. | Automotrice Be 4/8 n°003 en gare de Orbe-Industrie                         |
| Be 4/8                                                                    | 94 80 0450 004-7  | 1994 / 2022       |                   | -                 | Roulait anciennement à Karlsruhe sur le réseau AVG en tant que BR 450 n°820. Achetée d'occasion en 2022 par Travys. | Automotrice Be 4/8 n°004 en gare de Orbe-Industrie                         |
| Am 4/4                                                                    | 98 85 58 42 705-6 | 2004 / 2016       |                   | La Relève         | Achetée d'occasion en 2016.                                                                                         | Locomotive Am 4/4 n°705 en gare de Orbe                                    |
| Em 4/4                                                                    | 92 85 8846 601-3  | 1960 / 2020       |                   | La Gazelle        | Achetée d'occasion chez Scheuchzer en septembre 2020.                                                               | Locomotive Em 4/4 n°601 en gare de Chavornay                               |
| Ee 2/2 (de)                                                               | 1                 | 1970              |                   | -                 | Officiellement radiée mais encore en service - 6 km parcourus en 2020.                                              | Locomotive Ee n°1 en gare de Orbe                                          |
| Em 3/3                                                                    | 98 85 5887 803-6  | 1985              |                   | -                 | 13 199 km parcourus en 2020                                                                                         | Locomotive Em 3/3 n°3 en gare de Orbe-Industrie                            |
| TeII                                                                      | 97 85 1210 086-5  | 1968              |                   | -                 | Ex CFF acquis en 2000. 10 km parcourus en 2020                                                                      | Locotracteur Te n°074 de la ligne Pont-Brassus - Photographie indisponible |
| TemIII                                                                    | 97 85 1220 329-7  | 1957              |                   | -                 | Ex CFF acquis en 2012. 28 km parcourus en 2020                                                                      | Locotracteur Tem n°329 en gare du Brassus                                  |
| Tm 2/2                                                                    | 98 85 5235 074-2  | 1993              |                   | -                 | 1 642 km parcourus en 2020                                                                                          | Locotracteur Tm n°074 de la ligne Pont-Brassus - Photographie indisponible |
| Tm 2/2                                                                    | 98 85 5237 971-7  | 2005 / 2023       | (Peter)           | -                 | Acquise début 2023 auprès de Rhomberg Sersa Rail.                                                                   | Locotracteur Tm n°074 de la ligne Pont-Brassus en gare d'Orbe              |
| Voitures                                                                  |                   |                   |                   |                   | |                                                                            |
| Travys ne possède plus de voitures à voie normale depuis le 14 août 2022. |                   |                   |                   |                   | |                                                                            |

### Ancien matériel roulant ferroviaire
| Véhicules circulant sur voie métrique (ligne Yverdon – Sainte-Croix) | Véhicules circulant sur voie métrique (ligne Yverdon – Sainte-Croix) | Véhicules circulant sur voie métrique (ligne Yverdon – Sainte-Croix) | Véhicules circulant sur voie métrique (ligne Yverdon – Sainte-Croix) | Véhicules circulant sur voie métrique (ligne Yverdon – Sainte-Croix) | Véhicules circulant sur voie métrique (ligne Yverdon – Sainte-Croix) | Véhicules circulant sur voie métrique (ligne Yverdon – Sainte-Croix) |
| Véhicules moteurs                                                    | Véhicules moteurs                                                    | Véhicules moteurs                                                    | Véhicules moteurs                                                    | Véhicules moteurs                                                    | Véhicules moteurs | Véhicules moteurs                                                    |
| Désignation                                                          | Numéro                                                               | Mise en service                                                      | Retrait                                                              | Nom de baptême                                                       | Remarque(s) | Photo                                                                |
| -------------------------------------------------------------------- | -------------------------------------------------------------------- | -------------------------------------------------------------------- | -------------------------------------------------------------------- | -------------------------------------------------------------------- | --- | -------------------------------------------------------------------- |
| G 2x2/2                                                              | 1                                                                    | 1893                                                                 | 1920                                                                 | Reine Berthe                                                         | Vendue en 1920 au LEB | Locomotive G 2x2/2 n°1 - Photographie indisponible                   |
| G 2x2/2                                                              | 2                                                                    | 1893                                                                 | 1920                                                                 | Olivier                                                              | Vendue en 1920 au LEB | Locomotive G 2x2/2 n° 2 - Photographie indisponible                  |
| G 2x2/2                                                              | 3                                                                    | 1893                                                                 | 1921                                                                 | Davel                                                                | Vendue en 1921 au LEB | Locomotive G 2x2/2 n°3 en gare de Sainte-Croix                       |
| G 4/4                                                                | 4                                                                    | 1911                                                                 | 1948                                                                 | Aliénor                                                              | vendue en 1948 en Grèce au Chemin de Fer de Thessalie. Aujourd'hui exposée en monument dans la gare de Larissa. | Locomotive G4/4 n°4 en gare de Λάρισα                                |
| G 2x3/3                                                              | 5                                                                    | 1917 / 1928                                                          | 1946                                                                 | -                                                                    | Acquise chez les Chemins de fer Economiques de la Meuse en 1928 et vendue aux Chemins de fer Franco-éthiopiens. | Locomotive G 2x3/3 n°5 - Lieu inconnu                                |
| G 2/3+2/2                                                            | 26                                                                   | 1902 / 1920                                                          | 1947                                                                 | -                                                                    | Achetée en 1920 aux Chemins de fer rhétiques et vendue à l'Unión Española de Explosivos en 1947. Elle sera démolie en 1964 | Locomotive G 2/3+2/2 n°26 - Photographie indisponible                |
| G 2/3+2/2                                                            | 27                                                                   | 1902 / 1920                                                          | 1946                                                                 | -                                                                    | Achetée en 1920 aux Chemins de fer rhétiques et démolie en 1946 | Locomotive G2/3+2/2 n°27 - Photographie indisponible                 |
| G 2/3+2/2                                                            | 28                                                                   | 1902 / 1920                                                          | 1947                                                                 | -                                                                    | Achetée en 1920 aux Chemins de fer rhétiques et vendue à l'Unión Española de Explosivos en 1947. Elle sera démolie en 1964 | Locomotive G 2/3+2/2 n°28 - Photographie indisponible                |
| Tm 2/2                                                               | -                                                                    | ≃ 1920 / 1957                                                        | 1964                                                                 | -                                                                    | Achetée à l'usine des Chaux et Ciment de Baulmes en 1957. Avant elle circulait sur un embranchement à Baulmes. | Locotracteur Tm n°1 - Photographie indisponible                      |
| Be 2/4                                                               | 11                                                                   | 1946                                                                 | 1993                                                                 | -                                                                    | À l'origine BCe 2/4 n°11, transformée en 1956 ABe 2/4 n°11 puis en 1981 en Be 2/4 n°11 | Automotrice Be 2/4 n°11 entre Vuiteboeuf et Baulmes                  |
| Be 2/4                                                               | 12                                                                   | 1946                                                                 | 1991                                                                 | -                                                                    | À l'origine BCe 2/4 n°11, transformées en 1956 ABe 2/4 n°11 puis en 1981 en Be 2/4 n°11 | Automotrice Be 2/4 n°12 en gare de Sainte-Croix                      |
| Be 4/4I                                                              | 1                                                                    | 1945                                                                 | 1981*                                                                | -                                                                    | À l'origine BCe 4/4 n°1, transformée en 1956 ABe 4/4 n°1 puis en 1981 en Be 4/4I n°4 | Automotrice Be 4/4 n°1 entre Sainte-Croix et Trois-Villes            |
| Be 4/4I                                                              | 2                                                                    | 1945                                                                 | 1976                                                                 | -                                                                    | À l'origine BCe 4/4 n°2, transformée en 1956 ABe 4/4 n°2. Accidentée d'un choc frontal en 1976. Servira à la construction de la n°5 | Automotrice Be 4/4 n°2 - Photographie indisponible                   |
| Be 4/4I                                                              | 3                                                                    | 1945                                                                 | 1976                                                                 | -                                                                    | À l'origine BCe 4/4 n°3, transformée en 1956 ABe 4/4 n°3. Accidentée d'un choc frontal en 1976. Servira à la construction de la n°5 | Automotrice Be 4/4 n°3 - Photographie indisponible                   |
| Be 4/4I                                                              | 4                                                                    | 1981*                                                                | 2008                                                                 | -                                                                    | À l'origine ABe 4/4 n°1 puis en 1981 transformée en Be 4/4I n°4. Son nouveau numéro la différencie des nouvelles Be 4/4II. De plus, il résout le numéro vacant 4 de la série.                                                                    | Automotrice Be 4/4 n°4 - Photographie indisponible                   |
| Be 4/4                                                               | 90 85 827 0005-4                                                     | 1976                                                                 | 2021                                                                 | -                                                                    | Automotrice construite en 1976 avec les deux moitiés des Be 4/4 n°2 et 3 accidentées. Le numéro 5 provient de l’addition de leurs numéros respectifs. ABe 4/4 n°5 puis en 1981 en Be 4/4I n°5 - 35 km parcourus en 2020. Ferraillée en Mai 2021. | Automotrice Be 4/4 n°5 en gare de Yverdon-les-Bains                  |
| Be 4/4II                                                             | 2                                                                    | 1981                                                                 | 2015                                                                 | Baulmes                                                              | Accidentée le 02 octobre 2015 avec la BDt 53, puis ferraillée quelques semaines après. - 20 583 km parcourus en 2013 | Automotrice Be 4/4 (2e série) n°2 accidenté à Baulmes                |
| Be 4/4II                                                             | 3                                                                    | 1981                                                                 | 2004 / 2020                                                          | Sainte-Croix                                                         | Renumérotée Be 4/4II 15 - Vendue au MBC en 2004. De retour chez Travys en prêt dès 2015 pour remplacer la Be 4/4II 2 accidentée. Finalement transférée au MBC en juin 2020 comme magasin de pièces détachées.                                    | Automotrice Be 4/4 (2e série) n° 3 (puis n°15) en gare de Apples     |
| Voitures                                                             |                                                                      |                                                                      |                                                                      |                                                                      | |                                                                      |
| Bt                                                                   | 52                                                                   | 1983                                                                 | 2004                                                                 | -                                                                    | Vendue au MBC en 2004. | Voiture-pilote Bt n°52 en gare de Yverdon-les-Bains                  |
| BDt                                                                  | 53                                                                   | 1991*                                                                | 2015                                                                 | -                                                                    | Ex B n°33 transformée en BDt en 1991. 16 624 km en 2013. Accidentée le 2 octobre 2015 avec la Be 4/4 II puis ferraillée début 2016. | Voiture-pilote n°53 - Photographie indisponible                      |
| BDt                                                                  | 54                                                                   | 1991*                                                                | 2014                                                                 | -                                                                    | Ex B n°34 transformée en BDt en 1991. 0 km en 2013. Cédée au Chemin de fer Fianarantsoa-Manakara à Madagascar. | Voiture-pilote n°54 en gare de Yverdon-les-Bains                     |
| AS                                                                   | 11                                                                   | 1897                                                                 | 1927                                                                 | -                                                                    | Transformation en C n°28 en 1927 | Voiture salon AS n°11 - Photographie indisponible                    |
| Ars                                                                  | 90 85 827 0036-3                                                     | 1913 / 2000                                                          | 2021                                                                 | La Traverse                                                          | Ex B RhB transformée en 2002, anciennement Ars n°36 - 0 km parcourus en 2021. Depuis Mai 2021 elle est conservée aux Les Fourgs en fronce voisine sur un terrain privé.                                                                          | Voiture salon Ars n°36 en gare de Yverdon-les-Bains                  |
| B                                                                    | 21                                                                   | 1893                                                                 | 1927                                                                 | -                                                                    | | Voiture B n°21 - Photographie indisponible                           |
| B                                                                    | 22                                                                   | 1893                                                                 | 1927                                                                 | -                                                                    | | Voiture B n°22 - Photographie indisponible                           |
| B                                                                    | 23                                                                   | 1893                                                                 | 1927                                                                 | -                                                                    | | Voiture B n°23 - Photographie indisponible                           |
| B                                                                    | 24                                                                   | 1893                                                                 | 1927                                                                 | -                                                                    | | Voiture B n°24 - Photographie indisponible                           |
| B                                                                    | 25                                                                   | 1893                                                                 | 1927                                                                 | -                                                                    | | Voiture B n°25 - Photographie indisponible                           |
| B                                                                    | 26                                                                   | 1893                                                                 | 1927                                                                 | -                                                                    | | Voiture B n°26 - Photographie indisponible                           |
| B                                                                    | 27                                                                   | 1893                                                                 | 1927                                                                 | -                                                                    | | Voiture B n°27- Photographie indisponible                            |
| B                                                                    | 28                                                                   | 1893                                                                 | 1927                                                                 | -                                                                    | | Voiture B n°28 - Photographie indisponible                           |
| B                                                                    | 29                                                                   | 1893                                                                 | 1968                                                                 | -                                                                    | Livrée en C n°29, transformée en B n°29 en 1958 | Voiture B n°29 - Photographie indisponible                           |
| B                                                                    | 30                                                                   | 1893                                                                 | 1968                                                                 | -                                                                    | Livrée en C n°30, transformée en B n°30 en 1958 | Voiture B n°30 - Photographie indisponible                           |
| B                                                                    | 31                                                                   | 1968                                                                 | ≃ 2014                                                               | -                                                                    | | Voiture B n°31 - Photographie indisponible                           |
| B                                                                    | 33                                                                   | 1968                                                                 | 1991*                                                                | -                                                                    | Transformée en BDt n°33 en 1991 | Voiture B n°33 - Photographie indisponible                           |
| B                                                                    | 34                                                                   | 1968                                                                 | 1991*                                                                | -                                                                    | Transformée en BDt n°33 en 1991 | Voiture B n°34 - Photographie indisponible                           |
| B                                                                    | 35                                                                   | 1968                                                                 | 2014                                                                 | -                                                                    | Ferraillée en 2015 - 0 km parcourus en 2013 | Voiture B n° 35 en gare de Yverdon-les-Bains                         |
| BC                                                                   | 12                                                                   | 1907                                                                 | 1924                                                                 | -                                                                    | Transformée en C n°26II en 1924 | Voiture BC n°12 - Photographie indisponible                          |
| BC                                                                   | 13                                                                   | 1907                                                                 | 1924                                                                 | -                                                                    | Transformée en C n°27II en 1924 | Voiture BC n°13 - Photographie indisponible                          |
| BC                                                                   | 14                                                                   | 1912                                                                 | 1945                                                                 | -                                                                    | | Voiture BC n°14 - Photographie indisponible                          |
| BC                                                                   | 15                                                                   | 1912                                                                 | 1945                                                                 | -                                                                    | | Voiture BC n°15 - Photographie indisponible                          |
| BF                                                                   | 26                                                                   | 1924                                                                 | ?                                                                    | -                                                                    | | Voiture-fourgon BF n°26 - Photographie indisponible                  |
| C                                                                    | 21                                                                   | ?                                                                    | ?                                                                    | -                                                                    | | Voiture C n°21 - Photographie indisponible                           |
| DZ                                                                   | 61                                                                   | 1945                                                                 | 1994                                                                 | -                                                                    | Fourgon postal - Vendu aux Chemins de fer Blonay-Chamby en 1994 | Fourgon-postal DZ n°61 - Photographie indisponible                   |
| FZ                                                                   | 51                                                                   | 1893                                                                 | 1936                                                                 | -                                                                    | Fourgon postal - Transformé en wagon de service en 1936 | Fourgon-postal FZ n°51 - Photographie indisponible                   |
| FZ                                                                   | 52                                                                   | 1912                                                                 | 1946                                                                 | -                                                                    | Fourgon postal - Transformé 1964 en wagon plateau M n°352 | Fourgon-postal FZ n°52 - Photographie indisponible                   |
| FZ                                                                   | 53                                                                   | 1912                                                                 | 1946                                                                 | -                                                                    | Fourgon postal - Transformé 1964 en wagon plateau M n°353 | Fourgon-postal FZ n°53 - Photographie indisponible                   |
| FZ                                                                   | 61                                                                   | 1913 / 1983                                                          | ?                                                                    | -                                                                    | Fourgon postal - Acheté aux RhB en 1983 | Fourgon-postal FZ n°61 - Photographie indisponible                   |
| FZ                                                                   | 62                                                                   | 1913 / 1983                                                          | ?                                                                    | -                                                                    | Fourgon postal - Acheté aux RhB en 1983 | Fourgon-postal FZ n°62 en gare de Saint-Valery-Canal (France)        |
| D                                                                    | 71                                                                   | 1908/ 1998                                                           | 2021                                                                 | -                                                                    | Acheté aux RhB en 1988 | Fourgon D n°71 - Photographie indisponible                           |
| D                                                                    | 72                                                                   | 1908/ 1998                                                           | 2021                                                                 | -                                                                    | Acheté aux RhB en 1988 | Fourgon D n°72 en gare de Yverdon-les-Bains                          |
| Véhicules circulant sur voie normale,                                |                                                                      |                                                                      |                                                                      |                                                                      | |                                                                      |
| Véhicules moteurs                                                    |                                                                      |                                                                      |                                                                      |                                                                      | |                                                                      |
| ABDe 4/4                                                             | 34 538316-1                                                          | 1965                                                                 | 2018                                                                 | -                                                                    | Ex GFM/Thurbo acquise en 2004. Récupérée par le Verein Historische Mittel-Thurgau-Bahn en octobre 2018 - 7 408 km parcourus en 2013 | Automotrice ABDe 4/4 n°316 en gare de Sentier-Orient                 |
| BDe 4/4                                                              | 12                                                                   | 1915                                                                 | 2002                                                                 | -                                                                    | Livrée le 6 juillet 1915 puis démolie en 2002. | Automotrice BDe 4/4 n°12 en gare de Orbe                             |
| BDe 4/4                                                              | 13                                                                   | 1920                                                                 | 2013                                                                 | -                                                                    | Livrée le 7 septembre 1920 et cédée en 2013 à un musée. Actuellement au Buckower Kleinbahn en Allemagne. Rénovée dans les années 1990 - 25 km parcourus en 2013.                                                                                 | Automotrice BDe 4/4 n°13 en gare de Orbe-Industrie                   |
| BDe 4/4II                                                            | 15                                                                   | 1960                                                                 | 2020                                                                 | L’Orbe                                                               | Démolie le 17 janvier 2022 - 2 479 km parcourus en 2020 | BDe 4/4 (2e série) n°15 en gare de Chavornay                         |
| Ce 2/2                                                               | 1                                                                    | 1894                                                                 | 1919 / 1979                                                          | -                                                                    | Transformée en voiture B n°24 en 1919. Voiture cédée au Rive Bleue Express en 1979. Ferraillée en 1998 à la suite de la fermeture de la Ligne du Tonkin.                                                                                         | Automotrice Ce 2/2 n°1 - Photographie indisponible                   |
| CFe 2/2                                                              | 1                                                                    | 1895                                                                 | 1979                                                                 | -                                                                    | Transformée en fourgon Fe 2/2 n°11 en 1956. Remise en état d'origine en 1973 pour être cédée au Musée suisse des transports à Lucerne. | Automotrice CFe 2/2 n°1 - Photographie indisponible                  |
| RBDe 4/4                                                             | 94 85 7560 384-0                                                     | 1989                                                                 | 2022                                                                 | Lac Brenet                                                           | Ex NTN transformés en Domino en 2009. Vendue aux CFF le 14 août 2022. | Automotrice RBDe 4/4 n°384 en gare de Vallorbe                       |
| RBDe 4/4                                                             | 94 85 7560 385-7                                                     | 1989                                                                 | 2022                                                                 | Lac de Joux                                                          | Ex NTN transformés en Domino en 2009. Vendue aux CFF le 14 août 2022. | Automotrice RBDe 4/4 n°385 en gare de Vallorbe                       |
| RBDe 4/4                                                             | 95 85 7567 174-8                                                     | 1983                                                                 | 2022                                                                 | Fleurier                                                             | Ex TransN n°315 acquise en 2013. Retirée de la circulation le 14 août 2022. | Automotrice RBDe 4/4 n°174 en gare de Vallorbe                       |
| Ee 2/2 (de)                                                          | 2                                                                    | 1970                                                                 | 2021                                                                 | -                                                                    | Ferraillée le 9 février 2021 - 0 km parcourus en 2020 | Locomotive Ee 2/2 n°2 en gare de Orbe                                |
| Em 3/3                                                               | 98 85 5830 816-5                                                     | 1962                                                                 | 2021                                                                 | -                                                                    | Ex CFF 18816, Ferraillée le 9 février 2021 - 1 527 km parcourus en 2020 | Locomotive Em 3/3 n°816 en gare de Orbe                              |
| Em 3/3                                                               | 98 85 5830 830-6                                                     | 1962                                                                 | 2021                                                                 | -                                                                    | Ex CFF 18830, Ferraillée le 9 février 2021 - 1 255 km parcourus en 2020 | Locomotive Em 3/3 n°830 en gare de Orbe                              |
| Em 3/3                                                               | 18840                                                                | 1962 / 2015                                                          | 2021                                                                 | -                                                                    | Ex CFF 18840, Ferraillée le 9 février 2021 - 0 km parcourus en 2020 | Locomotive Em 3/3 n°840 en gare de Orbe-Industrie                    |
| Fe 2/2                                                               | 32                                                                   | 1902                                                                 | 2020                                                                 | -                                                                    | Parfois désigné De 2/2 n°32. Livrée en avril 1902 et cédée le 2 mars 2021 au musée Wagi Schlieren - 0 km parcourus en 2013 | Fourgon automoteur Fe 2/2 n°32 en gare de Orbe                       |
| Fe 2/2                                                               | 33                                                                   | 1921                                                                 | 1979                                                                 | -                                                                    | Cédée au Rive Bleue Express en 1979. Probablement ferraillée en 1998 à la suite de la fermeture de la Ligne du Tonkin. | Fourgon automoteur Fe 2/2 n°32 - Photographie indisponible           |
| Re 420.5                                                             | 91 85 44 20 503-6                                                    | 1967                                                                 | 2020                                                                 | -                                                                    | Ex CFF/BLS acquise en 2013 et vendue en 2020 à Rhomberg Sersa Rail - 544 km parcourus en 2013 | Locomotive Re 4/4 n°503 en gare de Sentier-Orient                    |
| TmI                                                                  | 238305                                                               | 1962                                                                 | 2020                                                                 | -                                                                    | Ex CFF acquis en 2000. 23 km parcourus en 2013 | Locotracteur Tm n°305 en gare d'Orbe                                 |
| Voitures                                                             |                                                                      |                                                                      |                                                                      |                                                                      | |                                                                      |
| Bt                                                                   | 51                                                                   | 1960                                                                 | 2020                                                                 | La Sihl                                                              | Ex SZU acquis en 2006 / Ferraillée le 27 mai 2021. 0 km parcourus en 2020 | Voiture-pilote Bt n°51 entre Orbe-Industrie et Chavornay             |
| Bt                                                                   | 50 34 2933 204-5                                                     | 1965                                                                 | 2018                                                                 | -                                                                    | Ex GFM/Thurbo acquise en 2004. Récupérée par le Verein Historische Mittel-Thurgau-Bahn en octobre 2018 - 6 875 km parcourus en 2013 - | Voiture-pilote Bt n°204 en gare de Etzwilen                          |
| B                                                                    | 50 35 2033 301-7                                                     | 1965                                                                 | 2018                                                                 | -                                                                    | Ex TransN acquise en 2013. Récupérée par le Verein Historische Mittel-Thurgau-Bahn en octobre 2018 - 472 km parcourus en 2013 | Voiture B n°301 - Photographie indisponible                          |
| B                                                                    | 21                                                                   | 1894                                                                 | 1979                                                                 | -                                                                    | Voiture cédée au Rive Bleue Express en 1979. Ferraillée en 1998 à la suite de la fermeture de la Ligne du Tonkin. | Voiture B n°21 - Photographie indisponible                           |
| B                                                                    | 24                                                                   | 1894 / 1919                                                          | 1979                                                                 | -                                                                    | Ancienne Ce 2/2 n°1 transformée en 1919. Voiture cédée au Rive Bleue Express en 1979. Ferraillée en 1998 à la suite de la fermeture de la Ligne du Tonkin.                                                                                       | Voiture B n°24 - Photographie indisponible                           |
| B                                                                    | 25                                                                   | 1892                                                                 | 1979                                                                 | -                                                                    | Cédée au Rive Bleue Express en 1979. Ferraillée en 1998 à la suite de la fermeture de la Ligne du Tonkin. | Voiture B n°25 - Photographie indisponible                           |
| B                                                                    | 80 62 9809 726-2                                                     | 1955 / 1985                                                          | 2007                                                                 | -                                                                    | Anciennement B n°26 - Achetée d'occasion aux CFF en 1985 et vendue au RVT-Historique en 2007 | Voiture B n°26 en gare de Orbe                                       |
| ABt                                                                  | 50 85 3943 984-6                                                     | 1989                                                                 | 2022                                                                 | Lac Brenet                                                           | Ex NTN transformés en Domino en 2009. Vendue aux CFF le 14 août 2022. | Voiture-pilote ABt n°984 en gare de Vallorbe                         |
| ABt                                                                  | 50 85 3943 985-3                                                     | 1989                                                                 | 2022                                                                 | Lac de Joux                                                          | Ex NTN transformés en Domino en 2009. Vendue aux CFF le 14 août 2022. | Voiture-pilote ABt n°985 en gare de Vallorbe                         |
| ABt                                                                  | 50 85 8033 375-8                                                     | 1965                                                                 | 2022                                                                 | -                                                                    | Ex TransN n° 202 acquise en 2013. Retirée de la circulation le 14 août 2022. | Voiture-pilote ABt n°375 en gare de Vallorbe                         |
| B                                                                    | 50 85 2035 536-5                                                     | 1985                                                                 | 2022                                                                 | -                                                                    | Ex TransN acquise en 2013. 5 000 km parcourus en 2013 – ancienne B 50 35 2034 304-0 | Voiture B n°536 en gare de Vallorbe                                  |
| B                                                                    | 50 85 2943 384-1                                                     | 2009                                                                 | 2022                                                                 | Lac Brenet                                                           | Vendue aux CFF le 14 août 2022. | Voiture B n°384 en gare de Vallorbe                                  |
| B                                                                    | 50 85 2943 385-8                                                     | 2009                                                                 | 2022                                                                 | Lac de Joux                                                          | Vendue aux CFF le 14 août 2022. | Voiture B n°385 en gare de Vallorbe                                  |

Sont mentionnés ici seuls les locomotives, locotracteurs, voitures pilotes, voitures et fourgons. Les wagons marchandises, wagons de services n'apparaissent pas dans la liste.

### Matériel routier actuel (état au 12 décembre 2021)[24]
| Véhicules circulant sur lignes urbaines et interurbaines | Véhicules circulant sur lignes urbaines et interurbaines | Véhicules circulant sur lignes urbaines et interurbaines | Véhicules circulant sur lignes urbaines et interurbaines | Véhicules circulant sur lignes urbaines et interurbaines | Véhicules circulant sur lignes urbaines et interurbaines | Véhicules circulant sur lignes urbaines et interurbaines | Véhicules circulant sur lignes urbaines et interurbaines                                                                                            | Véhicules circulant sur lignes urbaines et interurbaines                                                                                            | Véhicules circulant sur lignes urbaines et interurbaines                                              |
| Numéro                                                   | Fabriquant                                               | Type                                                     | Immatriculation                                          | Mise en service                                          | Retrait                                                  | Nombre de places assises                                 | Remarque(s) | Remarque(s) | Photo                                                                                                 |
| -------------------------------------------------------- | -------------------------------------------------------- | -------------------------------------------------------- | -------------------------------------------------------- | -------------------------------------------------------- | -------------------------------------------------------- | -------------------------------------------------------- | --- | --- | --- |
| 103                                                      | MAN                                                      | NL 273                                                   | VD 1282                                                  | 2008                                                     |                                                          | 39                                                       | | | Autobus n°103 de type MAN NL 273 en gare de Yverdon-les-Bains (Décembre 2021)                         |
| 104                                                      | MAN                                                      | NL 273                                                   | VD 1071                                                  | 2008                                                     |                                                          | 39                                                       | | | Autobus n°104 de type MAN NL 273 en gare de Orbe-Industrie (Juin 2021)                                |
| 105                                                      | MAN                                                      | NL 273                                                   | VD 338206                                                | 2008                                                     |                                                          | 39                                                       | | | Autobus n°105 de type MAN NL 273 en gare de Yverdon-les-Bains (Décembre 2021)                         |
| 106                                                      | MAN                                                      | NL 273                                                   | VD 1418                                                  | 2008                                                     |                                                          | 39                                                       | | | Autobus n°106 de type MAN NL 273 en gare de Yverdon-les-Bains (Décembre 2021)                         |
| 107                                                      | MAN                                                      | NL 283                                                   | VD 550345                                                | 2010                                                     |                                                          | 38                                                       | | | Autobus n°107 de type MAN NL 283 en gare de Yverdon-les-Bains (Décembre 2021)                         |
| 108                                                      | MAN                                                      | NL 283                                                   | VD 550260                                                | 2010                                                     |                                                          | 38                                                       | | | Autobus n°108 de type MAN NL 283 en gare de Yverdon-les-Bains (Décembre 2021)                         |
| 109                                                      | MAN                                                      | NL 283                                                   | VD 550090                                                | 2010                                                     |                                                          | 38                                                       | | | Autobus n°109 de type MAN NL 283 en gare de Yverdon-les-Bains (Décembre 2021)                         |
| 110                                                      | MAN                                                      | NL 283                                                   | VD 1419                                                  | 2012                                                     |                                                          | 38                                                       | | | Autobus n°109 de type MAN NL 283 à l'arrêt Yverdon-Centre Professionnel (Décembre 2021)               |
| 111                                                      | MAN                                                      | NL 283                                                   | VD 1257                                                  | 2012                                                     |                                                          | 38                                                       | | | Autobus n°111 de type MAN NL 283 en gare de Yverdon-les-Bains (Décembre 2021)                         |
| 112                                                      | MAN                                                      | NL 283                                                   | VD 1089                                                  | 2013                                                     |                                                          | 38                                                       | | | Autobus n°112 de type MAN NL 283 à l'arrêt Yparc-Découvertes                                          |
| 113                                                      | MAN                                                      | NL 283                                                   | VD 559021                                                | 2015                                                     |                                                          | 38                                                       | | | Autobus n°113 de type MAN NL 283 en gare de Yverdon-les-Bains (Septembre 2020)                        |
| 114                                                      | MAN                                                      | NL 283                                                   | VD 587546                                                | 2015                                                     |                                                          | 38                                                       | | | Autobus n°114 de type MAN NL 283 en gare de Yverdon-les-Bains (Décembre 2021)                         |
| 115                                                      | MAN                                                      | NL 283                                                   | VD 587547                                                | 2015                                                     |                                                          | 38                                                       | | | Autobus n°115 de type MAN NL 283 à l'arrêt Yverdon-Centre Professionnel (Octobre 2021)                |
| 116                                                      | MAN                                                      | NL 323                                                   | VD 133031                                                | 2017                                                     |                                                          | 38                                                       | | | Autobus n°116 de type MAN NL 323 en gare de Yverdon-les-Bains (Décembre 2021)                         |
| 117                                                      | MAN                                                      | NL 323                                                   | VD 1110                                                  | 2017                                                     |                                                          | 38                                                       | | | Autobus n°117 de type MAN NL 323 en gare de Yverdon-les-Bains (Décembre 2021)                         |
| 118                                                      | MAN                                                      | NL 330                                                   | VD 289243                                                | 2022                                                     |                                                          | 37                                                       | Le 118 actuel remplace celui livré en 2020 à la suite d'un nombre important de pannes. Modèle identique excepté la girouette blanche et non orange. | Le 118 actuel remplace celui livré en 2020 à la suite d'un nombre important de pannes. Modèle identique excepté la girouette blanche et non orange. | Autobus n°118 (2022) de type MAN NL 330 - Photographie indisponible                                   |
| 119                                                      | MAN                                                      | NL 330                                                   | VD 289246                                                | 2020                                                     |                                                          | 37                                                       | | | Autobus n°119 de type MAN NL 330 en gare de Orbe (Mai 2021)                                           |
| 120                                                      | MAN                                                      | NL 330                                                   | VD 1414                                                  | 2021                                                     |                                                          | 36                                                       | | | Autobus n°120 de type MAN NL 330 en gare de Yverdon-les-Bains (Décembre 2021)                         |
| 121                                                      | MAN                                                      | NL 330                                                   | VD 121951                                                | 2021                                                     |                                                          | 36                                                       | | | Autobus n°121 de type MAN NL 330 en gare de Yverdon-les-Bains (Décembre 2021)                         |
| 141                                                      | MAN                                                      | NL 363                                                   | VD 359213                                                | 2013                                                     |                                                          | 45                                                       | | | Autobus n°141 de type MAN NL 363 en gare de Yverdon-les-Bains (Décembre 2021)                         |
| 142                                                      | MAN                                                      | NL 363                                                   | VD 331569                                                | 2010 / 2020                                              |                                                          | 41                                                       | Acheté d'occasion en décembre 2020. Ancien n°131 des STI.                                                                                           | Acheté d'occasion en décembre 2020. Ancien n°131 des STI.                                                                                           | Autobus n°142 de type MAN NL 363 en gare de Orbe-Industrie (Juin 2021)                                |
| 151                                                      | Solaris                                                  | Urbino 8.6                                               | VD 240802                                                | 2012                                                     |                                                          | 19                                                       | Circule sur le réseau Urbabus | Circule sur le réseau Urbabus | Autobus n°151 de type Solaris Urbino 8.6 en gare de Chavornay (Janvier 2022)                          |
| 152                                                      | Solaris                                                  | Urbino 8.9                                               | VD 150227                                                | 2012                                                     |                                                          | 28                                                       | Circule sur le réseau Urbabus | Circule sur le réseau Urbabus | Autobus n°152 de type Solaris Urbino en gare de Baulmes (Mai 2022)                                    |
| 160                                                      | Volvo                                                    | Volvo 7900 Electric                                      | VD 360489                                                | 2022                                                     |                                                          | 37                                                       | Bus électrique circulant uniquement pour la ligne 602                                                                                               | Bus électrique circulant uniquement pour la ligne 602                                                                                               | Autobus électrique n°160 de type Volvo 7900 dans les ateliers CFF de Yverdon-les-Bains (Octobre 2022) |
| 161                                                      | Volvo                                                    | Volvo 7900 Electric                                      | VD 489113                                                | 2022                                                     |                                                          | 37                                                       | Bus électrique circulant uniquement pour la ligne 602                                                                                               | Bus électrique circulant uniquement pour la ligne 602                                                                                               | Autobus électrique n°161 de type Volvo 7900 - Photographie indisponible                               |
| 162                                                      | Volvo                                                    | Volvo 7900 Electric                                      | VD 489144                                                | 2022                                                     |                                                          | 37                                                       | Bus électrique circulant uniquement pour la ligne 602                                                                                               | Bus électrique circulant uniquement pour la ligne 602                                                                                               | Autobus électrique n°162 de type Volvo 7900 - Photographie indisponible                               |
| 163                                                      | Volvo                                                    | Volvo 7900 Electric                                      | VD 489253                                                | 2022                                                     |                                                          | 37                                                       | Bus électrique circulant uniquement pour la ligne 602                                                                                               | Bus électrique circulant uniquement pour la ligne 602                                                                                               | Autobus électrique n°163 de type Volvo 7900 - Photographie indisponible                               |
| 202                                                      | Setra                                                    | S 315 H                                                  | VD 1197                                                  | 2003                                                     |                                                          | 54                                                       | | | Autobus n°202 de type Setra S 315 H en gare de Orbe (Décembre 2021)                                   |
| 203                                                      | Setra                                                    | S 315 UL                                                 | VD 1195                                                  | 2004                                                     |                                                          | 50                                                       | | | Autobus n°203 de type Setra S 315 UL en gare de Orbe (Janvier 2022)                                   |
| 211                                                      | Setra                                                    | S 431 DT                                                 | VD 1395                                                  | 2006                                                     |                                                          | 90                                                       | Car à deux niveaux | Car à deux niveaux | Autocar n°211 de type Setra S 431 DT dans le dépôt de Orbe-Taborneires (Septembre 2021)               |
| 223                                                      | MAN                                                      | NL 283                                                   | VD 486500                                                | 2009                                                     |                                                          | 35                                                       | Porte une livrée publicitaire complète pour le casino de Neuchâtel représentant une limousine.                                                      | Porte une livrée publicitaire complète pour le casino de Neuchâtel représentant une limousine.                                                      | Autobus n°223 de type MAN NL 283 en gare de Yverdon-les-Bains (Décembre 2021)                         |
| 224                                                      | MAN                                                      | NL 323                                                   | VD 1218                                                  | 2012                                                     |                                                          | 35                                                       | | | Autobus n°224 de type MAN NL 323 en gare de Chavornay (Décembre 2021)                                 |
| 225                                                      | MAN                                                      | NL 323                                                   | VD 599                                                   | 2012                                                     |                                                          | 35                                                       | | | Autobus n°225 de type MAN NL 323 en gare de Orbe (Février 2022)                                       |
| 226                                                      | MAN                                                      | NL 323                                                   | VD 178779                                                | 2015                                                     |                                                          | 35                                                       | | | Autobus n°226 de type MAN NL 323 en gare de Chavornay (Janvier 2022)                                  |
| 227                                                      | MAN                                                      | NL 323                                                   | VD 178780                                                | 2015                                                     |                                                          | 35                                                       | | | Autobus n°227 de type MAN NL 323 en gare de Yverdon-les-Bains (Décembre 2021)                         |
| 228                                                      | MAN                                                      | NL 323                                                   | VD 133020                                                | 2017                                                     |                                                          | 35                                                       | | | Autobus n°228 de type MAN NL 323 à l'arrêt Orbe-Montchoisi (Décembre 2021)                            |
| 229                                                      | MAN                                                      | NL 323                                                   | VD 1126                                                  | 2017                                                     |                                                          | 35                                                       | | | Autobus n°229 de type MAN NL 323 en gare de Yverdon-les-Bains (Décembre 2021)                         |
| 230                                                      | MAN                                                      | NL 323                                                   | VD 303672                                                | 2018                                                     |                                                          | 35                                                       | | | Autobus n°230 de type MAN NL 323 en gare de Sainte-Croix (Juillet 2022)                               |
| 231                                                      | MAN                                                      | NL 323                                                   | VD 303671                                                | 2018                                                     |                                                          | 35                                                       | | | Autobus n°231 de type MAN NL 323 en gare de Sainte-Croix (Février 2022)                               |
| 232                                                      | MAN                                                      | NL 323                                                   | VD 303662                                                | 2018                                                     |                                                          | 35                                                       | | | Autobus n°232 de type MAN NL 323 en gare de Orbe (Mars 2021)                                          |
| 233                                                      | MAN                                                      | NL 323                                                   | VD 303663                                                | 2021                                                     |                                                          | 35                                                       | Détruit dans un accident le 5 janvier 2020 à Vallorbe. Entièrement reconstruit en 2021                                                              | Détruit dans un accident le 5 janvier 2020 à Vallorbe. Entièrement reconstruit en 2021                                                              | Autobus n°233 de type MAN NL 323 en gare de Vallorbe (Juillet 2022)                                   |
| 234                                                      | MAN                                                      | NL 330                                                   | VD 489300                                                | 2022                                                     |                                                          | 36                                                       | | | Autobus n°234 de type MAN NL 330 en gare de Yverdon-les-Bains (Juillet 2022)                          |
| 235                                                      | MAN                                                      | NL 330                                                   | VD 489516                                                | 2022                                                     |                                                          | 36                                                       | | | Autobus n°235 de type MAN NL 330 en gare de Vuiteboeuf (Août 2022)                                    |
| 236                                                      | MAN                                                      | NL 330                                                   | VD 489589                                                | 2022                                                     |                                                          | 36                                                       | | | Autobus n°236 de type MAN NL 330 en gare de Sainte-Croix (Juillet 2022)                               |
| 237                                                      | MAN                                                      | NL 330                                                   | VD 489591                                                | 2022                                                     |                                                          | 36                                                       | | | Autobus n°237 de type MAN NL 330 en gare d'Orbe (Août 2022)                                           |
| 238                                                      | MAN                                                      | NL 330                                                   | VD 489700                                                | 2022                                                     |                                                          | 36                                                       | | | Autobus n°238 de type MAN NL 330 en gare de Orbe (Septembre 2022)                                     |
| 251                                                      | Mercedes-Benz                                            | Sprinter 516                                             | VD 1256                                                  | 2012                                                     |                                                          | 19                                                       | | | Minibus n°251 de type Mercedes-Benz Sprinter 516 en gare de Orbe-Industrie (Juin 2022)                |
| 252                                                      | Mercedes-Benz                                            | Sprinter 516                                             | VD 4284                                                  | 2016                                                     |                                                          | 19                                                       | | | Minibus n°252 de type Mercedes-Benz Sprinter 516 en gare de Sainte-Croix (Juillet 2022)               |
| 253                                                      | Mercedes-Benz                                            | Sprinter 516                                             | VD 198528                                                | 2009                                                     |                                                          | 29                                                       | | | Minibus n°253 de type Mercedes-Benz Sprinter 516 - Photographie indisponible                          |
| 254                                                      | Mercedes-Benz                                            | Sprinter 516                                             | VD 198586                                                | 2010                                                     |                                                          | 29                                                       | | | Minibus n°254 de type Mercedes-Benz Sprinter 516 - Photographie indisponible                          |
| 255                                                      | Mercedes-Benz                                            | Sprinter 516                                             | VD 198554                                                | 2009                                                     |                                                          | 29                                                       | | | Minibus n°255 de type Mercedes-Benz Sprinter 516 - Photographie indisponible                          |
| 301                                                      | MAN                                                      | NG 353                                                   | VD 1321                                                  | 2016                                                     |                                                          | 51                                                       | | | Autobus n°301 de type MAN NG 353 au dépôt de Yverdon-les-Bains (Octobre 2022)                         |
| 302                                                      | MAN                                                      | NG 363                                                   | VD 1208                                                  | 2005                                                     |                                                          | 48                                                       | | | Autobus n°302 de type MAN NG 363 à l'arrêt Yverdon-Centre Professionnel (Octobre 2021)                |
| 303                                                      | MAN                                                      | NG 353                                                   | VD 1255                                                  | 2009                                                     |                                                          | 51                                                       | | | Autobus n°303 de type MAN NG 353 en gare de Yverdon-les-Bains (Décembre 2021)                         |
| 401                                                      | Opel                                                     | Movano 23D MV/3                                          | VD 221810                                                | 2012                                                     |                                                          | 13                                                       | Minibus scolaire | Minibus scolaire | Minibus n°401 de type OPEL Movano 23D MV35 en gare de Orbe (Septembre 2021)                           |
| 402                                                      | Renault                                                  | Master T 39dci125                                        | VD 472903                                                | 2012                                                     |                                                          | 17                                                       | Minibus scolaire | Minibus scolaire | Minibus n°402 de type Renault Master T39dci125 en gare de Baulmes (Mai 2022)                          |
| 403                                                      | Renault                                                  | Master T 39dci125                                        | VD 154402                                                | 2013                                                     |                                                          | 17                                                       | Minibus scolaire | Minibus scolaire | Minibus n°403 de type Renault Master T39dci125 en gare de Elepens (Avril 2022)                        |

### Ancien matériel routier
| Véhicules circulant sur lignes urbaines et interurbaines | Véhicules circulant sur lignes urbaines et interurbaines | Véhicules circulant sur lignes urbaines et interurbaines | Véhicules circulant sur lignes urbaines et interurbaines | Véhicules circulant sur lignes urbaines et interurbaines | Véhicules circulant sur lignes urbaines et interurbaines | Véhicules circulant sur lignes urbaines et interurbaines | Véhicules circulant sur lignes urbaines et interurbaines | Véhicules circulant sur lignes urbaines et interurbaines |                                                                                      |
| Numéro                                                   | Fabriquant                                               | Type                                                     | Immatriculation                                          | Mise en service                                          | Retrait                                                  | Nombre de places assises                                 | Remarque(s) | Remarque(s) | Photo                                                                                |
| -------------------------------------------------------- | -------------------------------------------------------- | -------------------------------------------------------- | -------------------------------------------------------- | -------------------------------------------------------- | -------------------------------------------------------- | -------------------------------------------------------- | --- | --- | ------------------------------------------------------------------------------------ |
| 101                                                      | MAN                                                      | NL 313                                                   | VD 3712                                                  | 2002                                                     | 2023                                                     | 37                                                       | | | Autobus n°101 de type MAN NL 313 en gare d'Orbe (Octobre 2021)                       |
| 102                                                      | MAN                                                      | NL 313                                                   | VD 1160                                                  | 2003                                                     | 2023                                                     | 37                                                       | | | Autobus n°102 de type MAN NL 313 en gare de Yverdon-les-Bains (Avril 2006)           |
| 118                                                      | MAN                                                      | NL 330                                                   | VD 289243                                                | 2019                                                     | 2022                                                     | 37                                                       | À la suite d'un nombre important de pannes il a été remplacé en octobre 2022 par un nouveau vehicule de modèle identique. La seule différence est girouette orange remplacée par du blanc sur le nouveau. | À la suite d'un nombre important de pannes il a été remplacé en octobre 2022 par un nouveau vehicule de modèle identique. La seule différence est girouette orange remplacée par du blanc sur le nouveau. | Autobus n°118 (2020) de type MAN NL 330 en gare de Yverdon-les-Bains (Décembre 2021) |
| 201                                                      | Setra                                                    | S 315 H                                                  | VD 1110                                                  | ? / ?                                                    | ≃ 2017                                                   | ?                                                        | Acheté d'occasion chez AFA à Adelboden. Probablement retiré du service entre 2016 et 2017 car l'actuel n°117 livré en 2017 porte l'immatriculation VD 1110.                                               | Acheté d'occasion chez AFA à Adelboden. Probablement retiré du service entre 2016 et 2017 car l'actuel n°117 livré en 2017 porte l'immatriculation VD 1110.                                               |                                                                                      |
| 204                                                      | Setra                                                    | S313UL                                                   | VD 1414                                                  | 2004                                                     | 2020                                                     | ?                                                        | Probablement retiré du service en 2020 car actuellement le n°120 livré en 2021 porte l'immatriculation VD 1414                                                                                            | Probablement retiré du service en 2020 car actuellement le n°120 livré en 2021 porte l'immatriculation VD 1414                                                                                            |                                                                                      |
| 221                                                      | MAN                                                      | NL 313                                                   | VD 360489                                                | 2005                                                     | 2021                                                     | 37                                                       | Retiré du service en 2020. | Retiré du service en 2020. | Autobus n°221 de type MAN NL 313 en gare de Orbe (Avril 2021)                        |
| 222                                                      | MAN                                                      | NL 313                                                   | VD 360502                                                | 2005                                                     | 2022                                                     | 37                                                       | Retiré du service en juillet 2022. | Retiré du service en juillet 2022. | Autobus n°222 de type MAN NL 313 en gare de Orbe (Décembre 2021)                     |
| 233                                                      | MAN                                                      | NL 323                                                   | VD 303663                                                | 2018                                                     | 2020                                                     | 35                                                       | Détruit dans un accident à Vallorbe le samedi 3 Janvier 2020. Remplacé par un modèle identique en 2021.                                                                                                   | Détruit dans un accident à Vallorbe le samedi 3 Janvier 2020. Remplacé par un modèle identique en 2021.                                                                                                   |                                                                                      |
| -                                                        | MAN                                                      | NL 313                                                   | ?                                                        | 2001                                                     | ≃ 2011                                                   | ?                                                        | | |                                                                                      |
| -                                                        | MAN                                                      | NG 353                                                   | VD 1321                                                  | 2001                                                     | ≃ 2015                                                   | ?                                                        | Probablement retiré du service entre 2014 et 2016 car actuellement le n°301 livré en 2016 porte l'immatriculation VD 1321                                                                                 | Probablement retiré du service entre 2014 et 2016 car actuellement le n°301 livré en 2016 porte l'immatriculation VD 1321                                                                                 |                                                                                      |
| -                                                        | Renault                                                  | Master                                                   | VD 1126                                                  | 2002                                                     | ≃ 2017                                                   | ?                                                        | Probablement retiré du service entre 2016 et 2017 car actuellement le n°229 livré en 2017 porte l'immatriculation VD 1126.                                                                                | Probablement retiré du service entre 2016 et 2017 car actuellement le n°229 livré en 2017 porte l'immatriculation VD 1126.                                                                                |                                                                                      |
| -                                                        | Mercedes-Benz                                            | Sprinter 818 D                                           | ?                                                        | 2006                                                     | ?                                                        | ?                                                        | | |                                                                                      |

La liste ci-dessus répertorie uniquement les bus acquits par Travys dès 2001. Les anciens bus des TPYG ne peuvent être correctement répertoriés par manque d'informations.

## Exploitation
Durant l’année 2021, marqué par la pandémie, l’entreprise a transporté un total de 4434403 personnes, soit une diminution moyenne de 14,8 % comparé à 2019.
- Pont-Brassus : 403033 (-6,7%)
- Orbe-Chavornay : 252430 (-15,5%)
- Yverdon-Sainte-Croix : 627179 : (-15,5%)
- Ligne 611 Yverdon-Chamblon : 105671 (-8,4%)
- Ligne 613 BGV Yverdon-Vallorbe : 111693 (-8,2%)
- Ligne 615 L'Auberson–Ste-Croix–Mauborget : 135816 (-12,7%)
- Réseau urbain d’Yverdon-les-Bains : 2747799 (-16,2%)
- Réseau urbain d’Orbe : 50782 (-19,4%)

Au total, 2463 constats de passagers voyageant sans titre de transport ont été recensés sur l’année. Plus de la moitié ont été établis pour des personnes récidivistes. 257 n’ont pas été facturés, s’agissent uniquement d’oublis d’abonnements.
Cette même année, 158000 km de courses supplémentaires ont été effectuées. 138000 km pour des remplacements de trains CFF et les 20000 restants pour des remplacements d’autres compagnies ainsi que des courses privées. À titre indicatif, le dérangement de Tolochenaz à lui-même, aura produit plus de 15000km.
Durant l’année 2020, l’entreprise a transporté 2293113 tonnes de marchandises, soit une augmentation de 113% comparé à 2019.
- Pont-Brassus : 0km (+0%)

- Orbe-Chavornay : 2293113km (+113%)

- Yverdon-Sainte-Croix : 0km (+0%).

En effet, dès 2017 Travys n’effectue plus de service marchandises sur les lignes Pont-Brassus ainsi que Yverdon-Sainte-Croix. En 2016 ces deux lignes représentaient moins de 5% du tonnage marchandise ainsi que 1% du chiffre d’affaires de l’entreprise. La majorité du trafic annuel de ces deux lignes était réalisé par le transport de betteraves (environ 120 wagons annuellement). Dans une optique d’optimisation la sucrerie a décidé de transférer le chargement à Grandson, non loin d’Yverdon. Restait le trafic de déchets représentant 1 wagon pour la vallée de joux ainsi que 3 wagons pour Sainte-Croix. Cette dernière était complétée par de rares wagons de bois. Les manœuvres complexes de changement d’écartement de voie en gare d’Yverdon-les-Bains rendaient ce transport économiquement peu intéressant. Cependant toutes les infrastructures propres à ce transport continuent à être entretenues pour le transport de wagons d’entretien. En cas de fortes demandes, le service pourrait être réintroduit sans problèmes. La ligne de la vallée de Joux, par son écartement identique au reste du réseau national, ne poserait pas de problèmes à la réintroduction du service. Concernant la ligne entre Orbe et Chavornay, la majorité des wagons sont à destination des usines Nestlé. Un complément non-négligeable est effectué en gare d’Orbe-Industrie par le chargement de déchets ainsi que de bois. Cette ligne représentait 95% du transport effectué par l’entreprise et ne cesse d’augmenter chaque année entre Chavornay et la gare de Orbe-Industrie. Passé cette gare, seul le transport passager est effectué.